# Koninklijk Museum voor Midden-Afrika
Het Koninklijk Museum voor Midden-Afrika (KMMA), sinds 2018 ook het AfricaMuseum en in het verleden ook Congo-museum genoemd, is een van de elf wetenschappelijke federale instellingen (FWI) in België. Het is gelegen aan de Leuvensesteenweg in Tervuren in het Park van Tervuren, ten oosten van Brussel. Het museum, in 2018 heropend na een vijf jaar durende vernieuwing, werd wel het 'laatste koloniale museum ter wereld' genoemd.

## Geschiedenis

### Ontstaan en bouw (1897–1910)

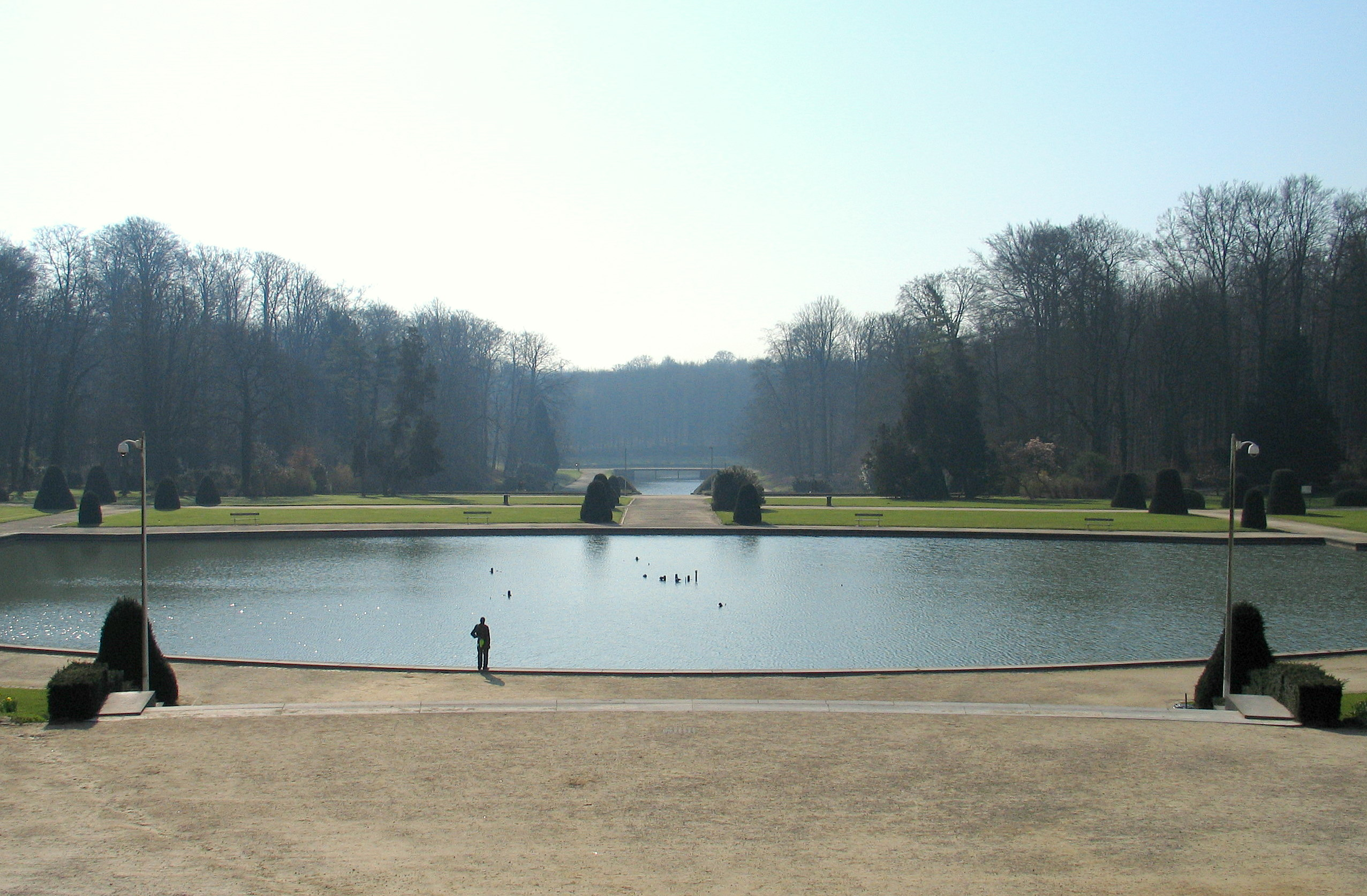
Deel van de Franse tuin

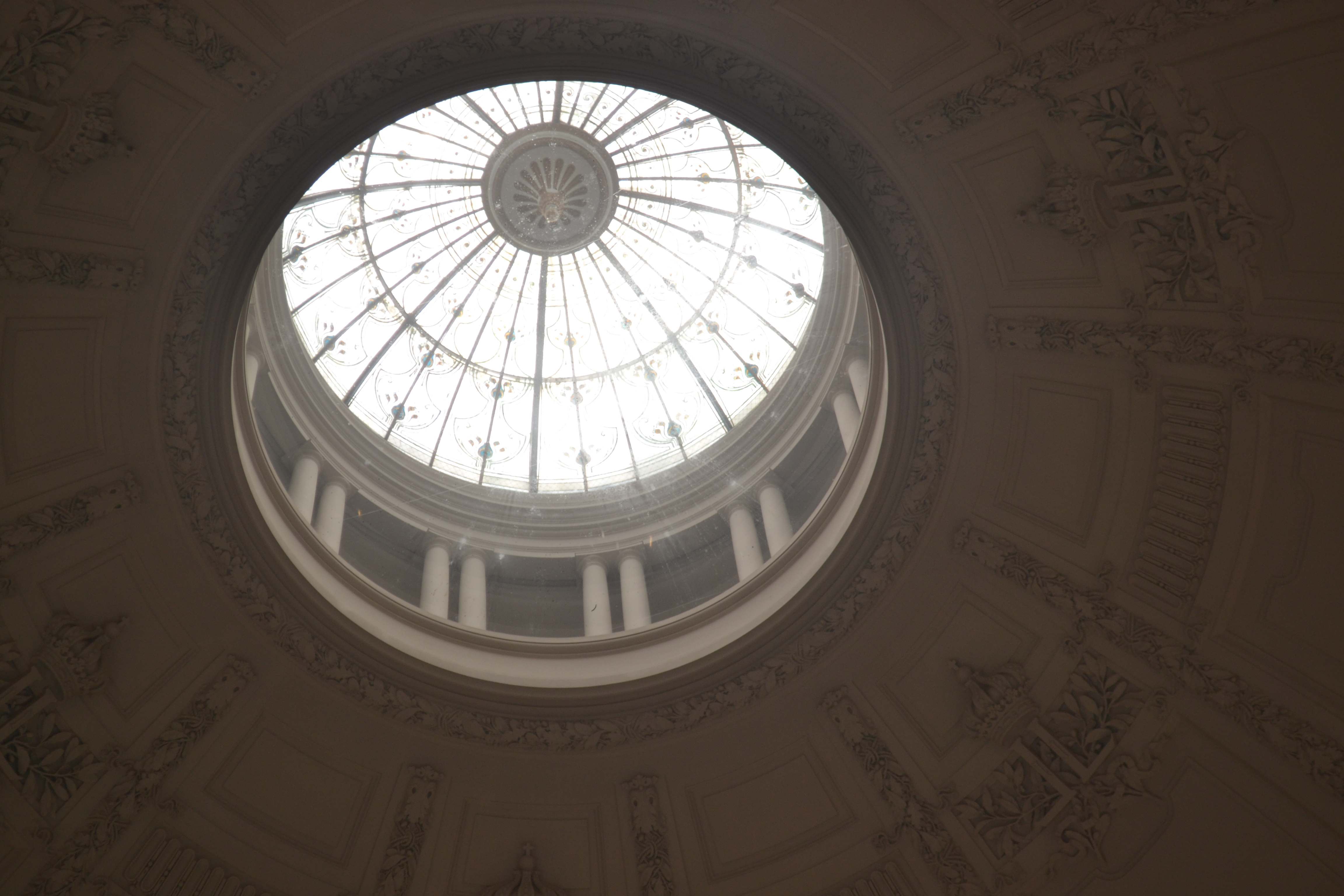
Binnenkoepel met het koninklijke embleem van koning Leopold II bij de grote rotonde van het Afrikamuseum in Tervuren.

Het huidige museum dankt zijn ontstaan aan een tijdelijke tentoonstelling die in 1897 haar deuren opende als koloniaal luik van de Wereldtentoonstelling in Brussel. De drijvende kracht achter dit initiatief was koning Leopold II. Voor deze tentoonstelling werd in 1897 in opdracht van Leopold II het Paleis der Koloniën of Koloniënpaleis gebouwd (in 2018 hernoemd tot 'Afrikapaleis'). Tevens werden ook 3 tijdelijke Congolese dorpen gebouwd, waar 267 Congolezen gedurende de dag verbleven. Leopold II had deze Congolezen naar België gehaald om bezoekers het dagelijks leven in de Belgische koloniën te tonen. Dit project (door latere commentatoren afkeurend een "menselijke dierentuin" genoemd) liep echter uit de hand en zeven Congolezen stierven in de koude winter. Een jaar na de tentoonstelling kreeg dit tijdelijk evenement een permanent karakter en ontstond het 'Musée du Congo', dat naast een museale ook een wetenschappelijke opdracht vervulde. De collecties groeiden zo snel aan dat Leopold II reeds in 1902 besliste om een groter museum te laten bouwen.
De Franse architect Charles Girault, bekend van het Parijse Petit Palais en de Koninklijke Gaanderijen van Oostende, tekende de plannen en in 1904 begon men met de bouw van het huidige museum, genoemd: Musée Colonial de Tervueren. De gevels van het gebouw werden opgetrokken in Luxemburgse zandsteen op een sokkel van blauwe hardsteen. In het interieur overheerst marmer in bedachte motieven en gevarieerde kleuren. Achter de bepleisterde gewelven wendde men staal aan als constructie-element. Net zoals in het Petit Palais voorzag de ontwerper het museum van twee ingangen. Aan de Leuvensesteenweg bevond zich de ingang voor het grote publiek. Bijzondere gasten kon men via de parkzijde in de grote erehal onder de koepel ontvangen. Door de verkeersdrukte aan de Leuvensesteenweg werd in de jaren 80 van de 20e eeuw deze toegang afgeschaft.
Op 30 april 1910, het jaar na de dood van Leopold II, vond de plechtige opening van het museum plaats door Leopolds opvolger Albert I  en de toenmalige minister van Koloniën Jules Renkin. Bij de inhuldiging bracht Albert I hulde aan het werk van zijn voorganger en de moed van de pioniers. Tussen de lijnen door uitte hij ook voorzichtige kritiek op de koloniale politiek van Leopold II.

### Ontwikkeling en herinrichting (1910–heden)

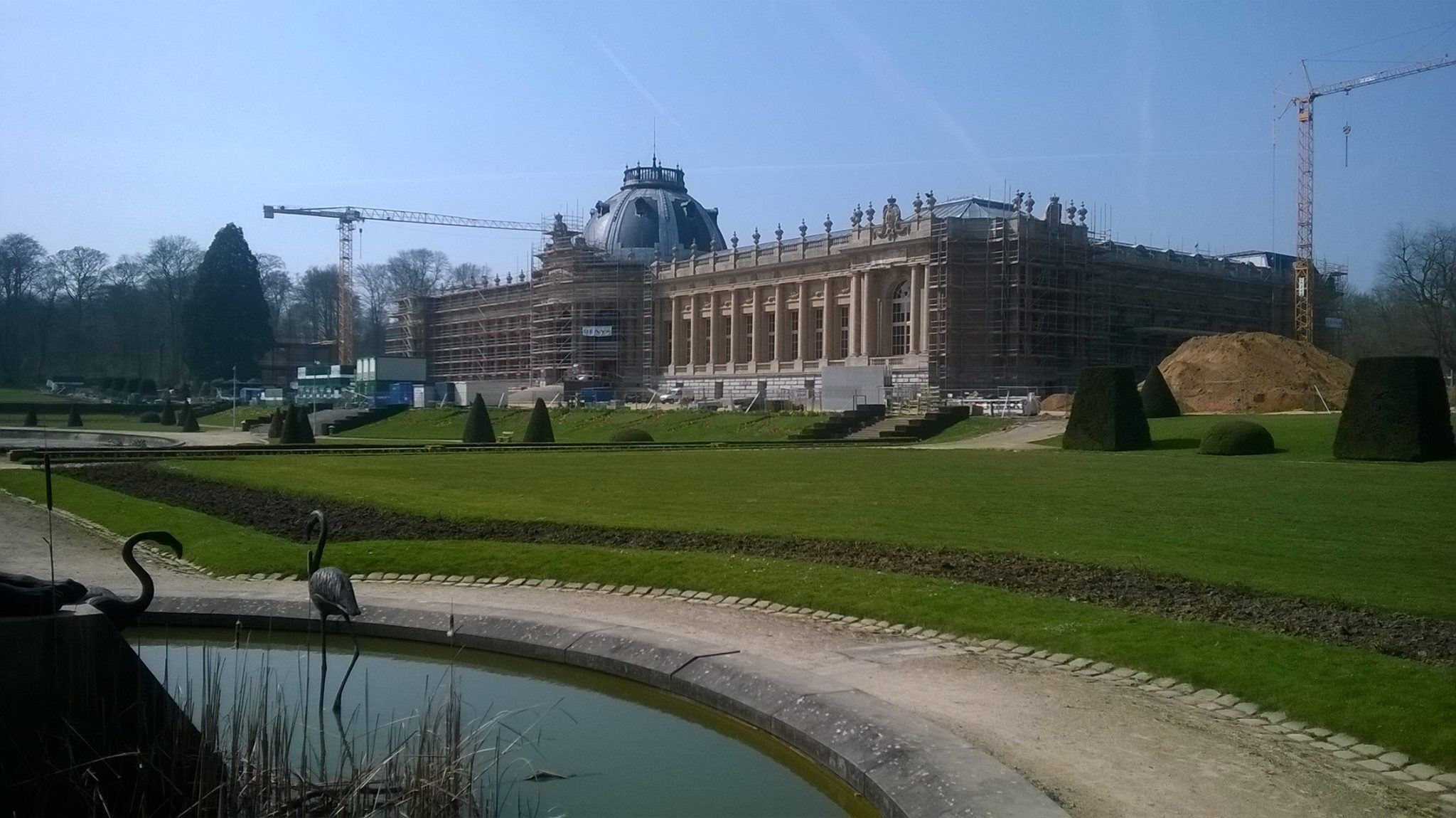
Bouwkundige vernieuwing (2015)

Meer dan honderd jaar na zijn ontstaan is het KMMA uitgegroeid tot een interculturele ontmoetingsplaats en een internationaal wetenschappelijk onderzoekscentrum. Volgens de opdrachtverklaring van het KMMA is deze instelling een wereldcentrum voor onderzoek en voor de verspreiding van kennis inzake het verleden en heden van samenlevingen en natuurlijke milieus in Afrika.
In 1934 werd het herbarium van het museum overgebracht naar de Plantentuin Meise. Om de federale begroting van 2006 sluitend te maken, zijn bepaalde gebouwen van het KMMA ondertussen verkocht door de federale regering.
Het museum sloot op 1 december 2013 de deuren voor een grondige renovatie, en werd heropend op 9 december 2018. De renovatie bleek een groot succes: de bezoekersaantallen na de heropening lagen tot viermaal hoger dan ervoor. Sinds de heropening van december 2018 worden de 7 Congolezen die omkwamen tijdens de eerste permanente tentoonstelling herdacht met een informatiebordje.

## Huidige situatie
Het museum, dat tot de drukst bezochte musea van België behoort, herbergt uitzonderlijke collecties uit voormalige koloniën in Centraal-Afrika. Zo beschikt het onder andere over 's werelds rijkste en meest befaamde verzameling etnografische voorwerpen uit Centraal-Afrika en over het volledige archief van Henry Morton Stanley. De wetenschappelijke belangstelling van de instelling strekt zich uit over vijf verschillende domeinen:
- culturele antropologie,
- zoölogie,
- geologie,
- geschiedenis en
- land- en bosbouweconomie.

De inhoud van het museum wordt ontsloten door het tentoonstellen van een deel van de collectie en het organiseren van tijdelijke tentoonstellingen.

### Gebouwen
Het huidige museumcomplex bestaat uit zes gebouwen. Het centraal gelegen hoofdgebouw biedt onderdak aan de permanente tentoonstellingen. Het werd gebouwd onder Leopold II, door de Franse architect Charles Girault. Het gebouw is 125 m lang en 75 m breed. De voorgevel werd naar het voorbeeld van de neoclassicistische Franse praalpaleizen ingericht. Aan de rechterzijde (zuidwest) van dit imposante gebouw bevindt zich het directiepaviljoen, aan de linkerzijde (noordoost) het Stanleypaviljoen, waar het volledige Stanleyarchief is in ondergebracht.
Het Afrikapaleis (het vroegere “Koloniënpaleis”) is omgevormd tot ontvangstcentrum. In het CAPA-gebouw, opgetrokken in 1957 voor het Afrikaans personeel (Centre d'Accueil du Personnel Africain – CAPA), huizen verschillende wetenschappelijke departementen.
Na een vorige restauratie van 1957-1958 was het centrale museumgebouw en bij uitbreiding de gehele museumsite toe aan een grondige renovatie. Het meer dan 100 jaar oude gebouw was niet meer aangepast aan de noden van een actuele museumwerking. Er werd in 2007 een globaal masterplan opgesteld voor de hele site. De Regie der Gebouwen vertrouwde de planning toe aan de Tijdelijke Vennootschap Stéphane Beel Architecten (TV SBA).
Na de volledige renovatie zullen de nu verspreide archieven een plaats vinden in een nieuw te bouwen collectietoren, voorzien in 2020. De wetenschappelijke diensten van het museum zijn gehuisvest in het CAPA-gebouw. Het oude Koloniënpaleis (nu Afrikapaleis) krijgt zijn vroegere publieksgerichte functie terug als congrescentrum, mediatheek en feestzaal. Een in 2016 nieuw gebouwd onthaalpaviljoen tussen het directiegebouw en het Afrikapaleis fungeert als toegangsgebouw. In dit gebouw vindt dan de ticketverkoop, de shop, het restaurant, de vestiaires en een picknickruimte voor kinderen zijn plaats. Via een ondergrondse galerij komt men van het onthaalgebouw in het bestaande museumgebouw. Hier zijn ook de nieuwe ruimtes voor de tijdelijke tentoonstellingen ondergebracht. De bestaande ingesloten patiotuin van het museum werd ook aangepakt. Deze kreeg een verdiepte tuin die licht brengt op het ondergrondse niveau. Het geheel kan ook dienstdoen als openluchttheater.

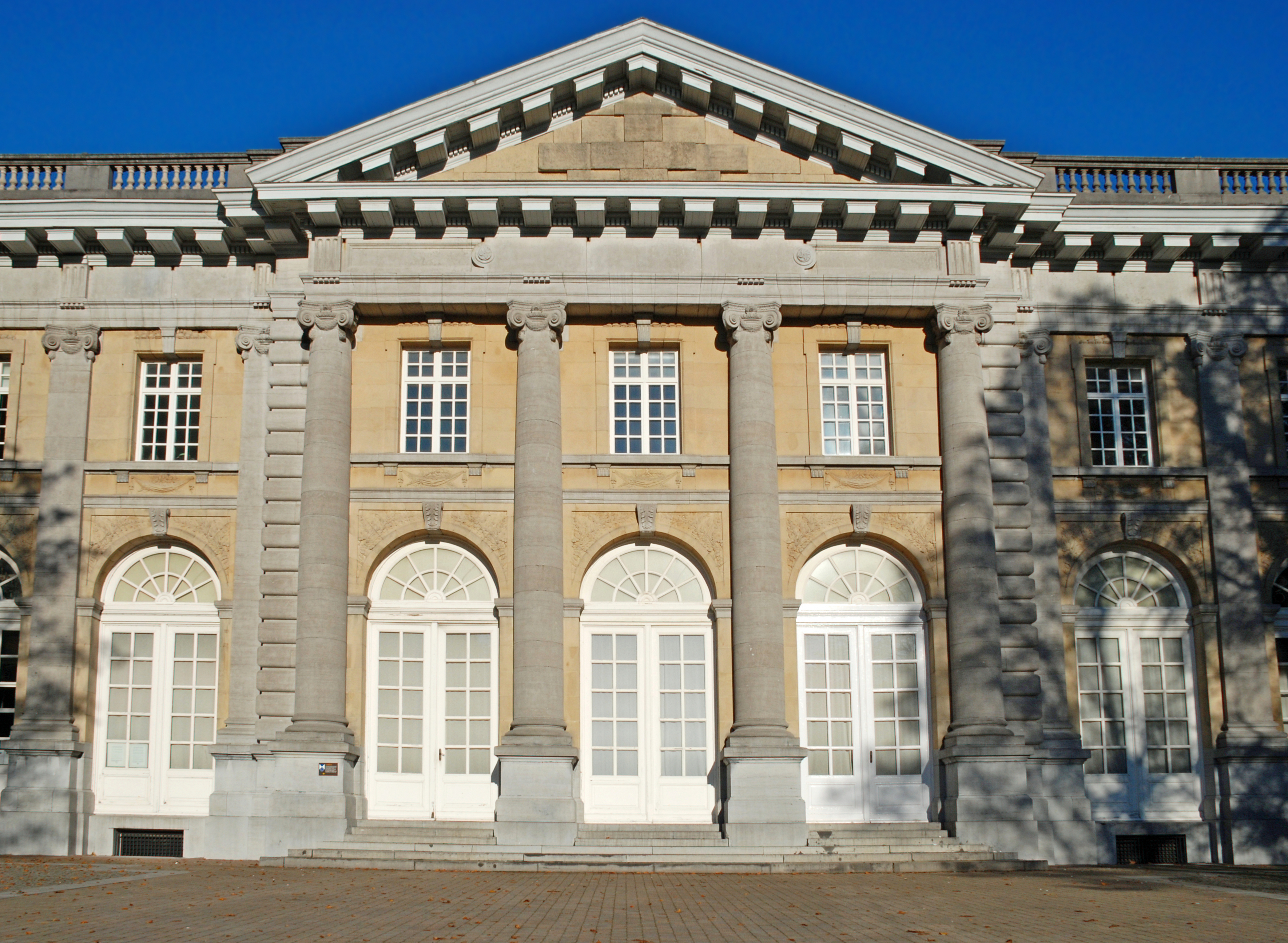
Afrikapaleis (voorheen Koloniënpaleis), Aldophe (1897)
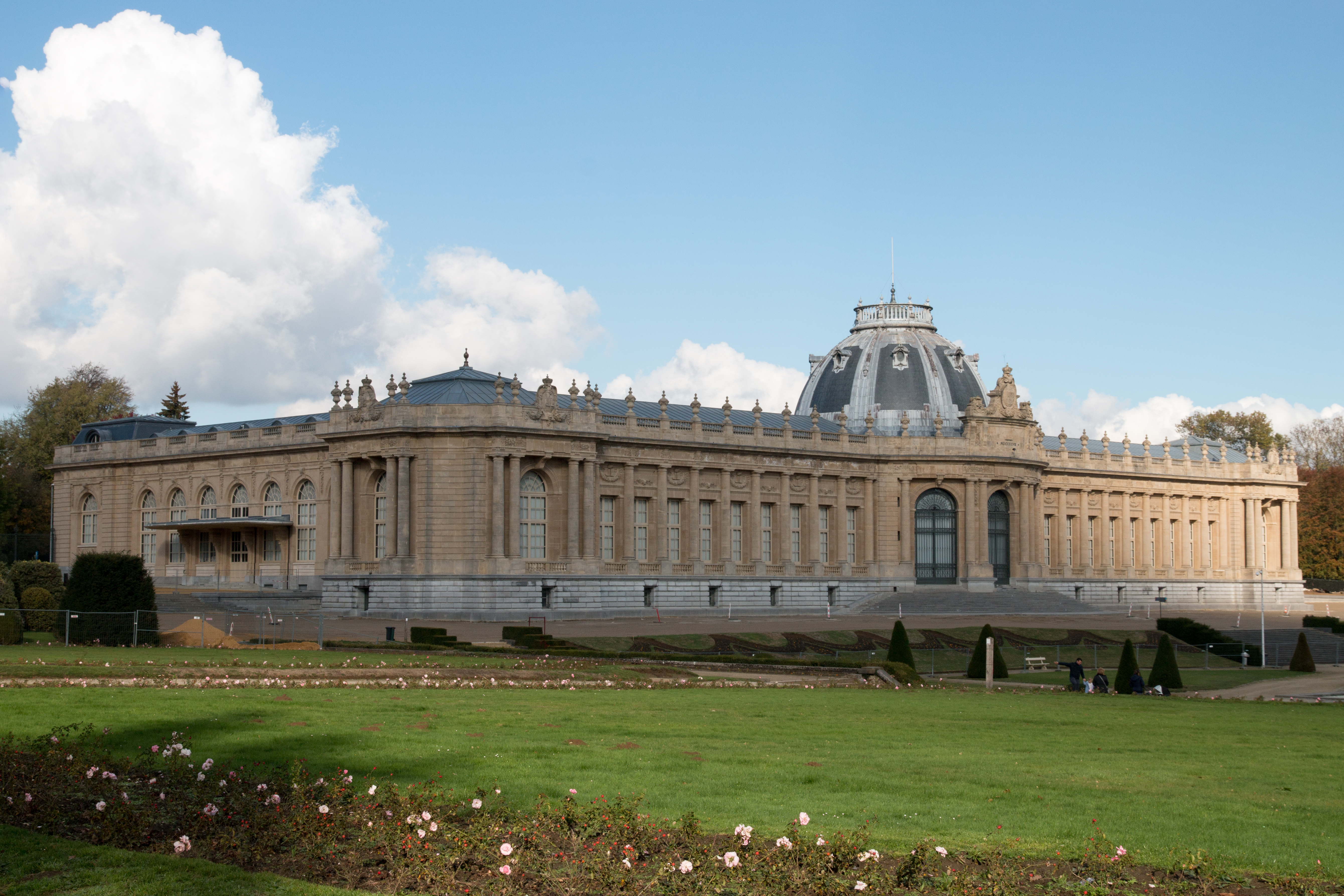
Hoofdgebouw, Girault (1905–10)
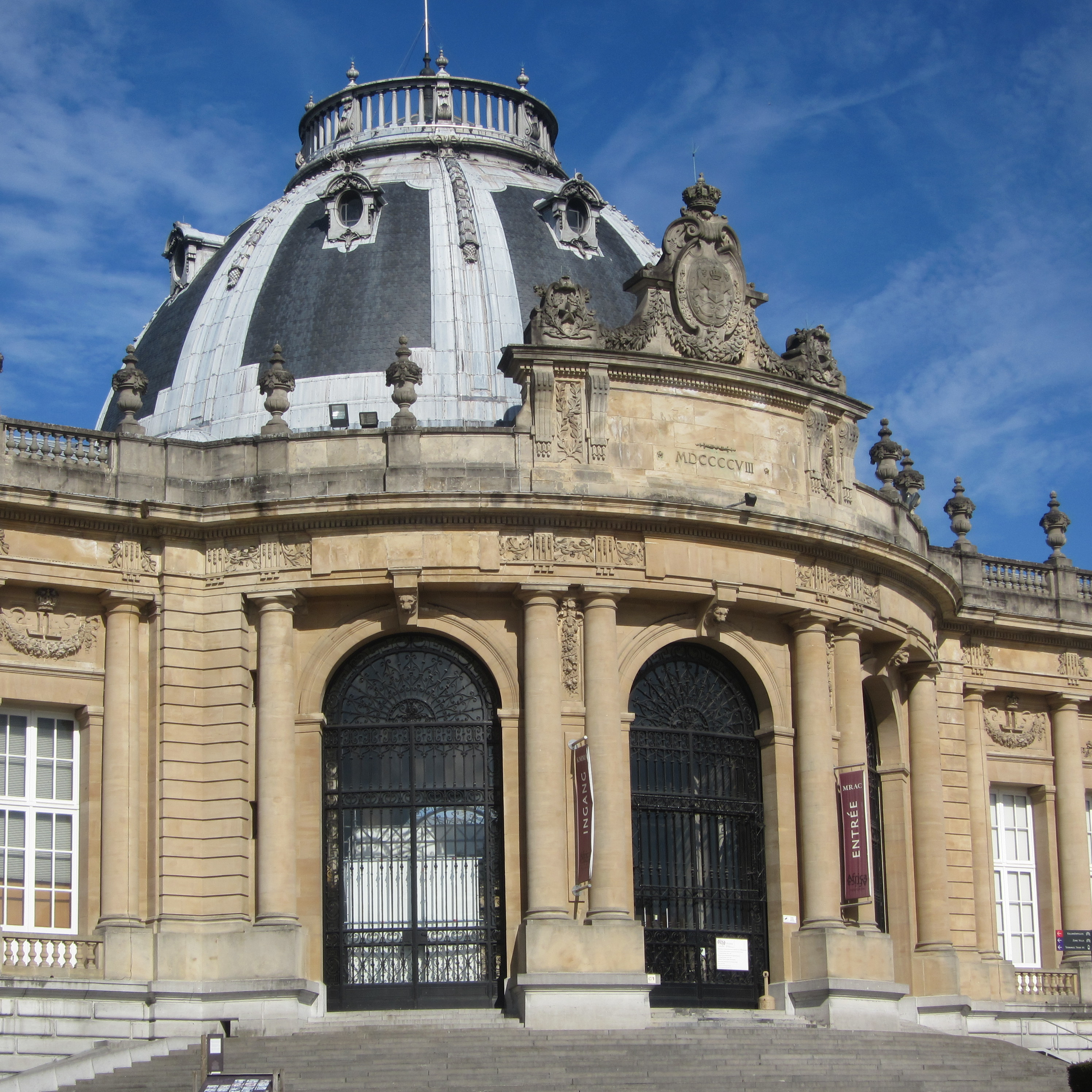
Oude museumingang via tuin met in 2006 gerestaureerde koepel
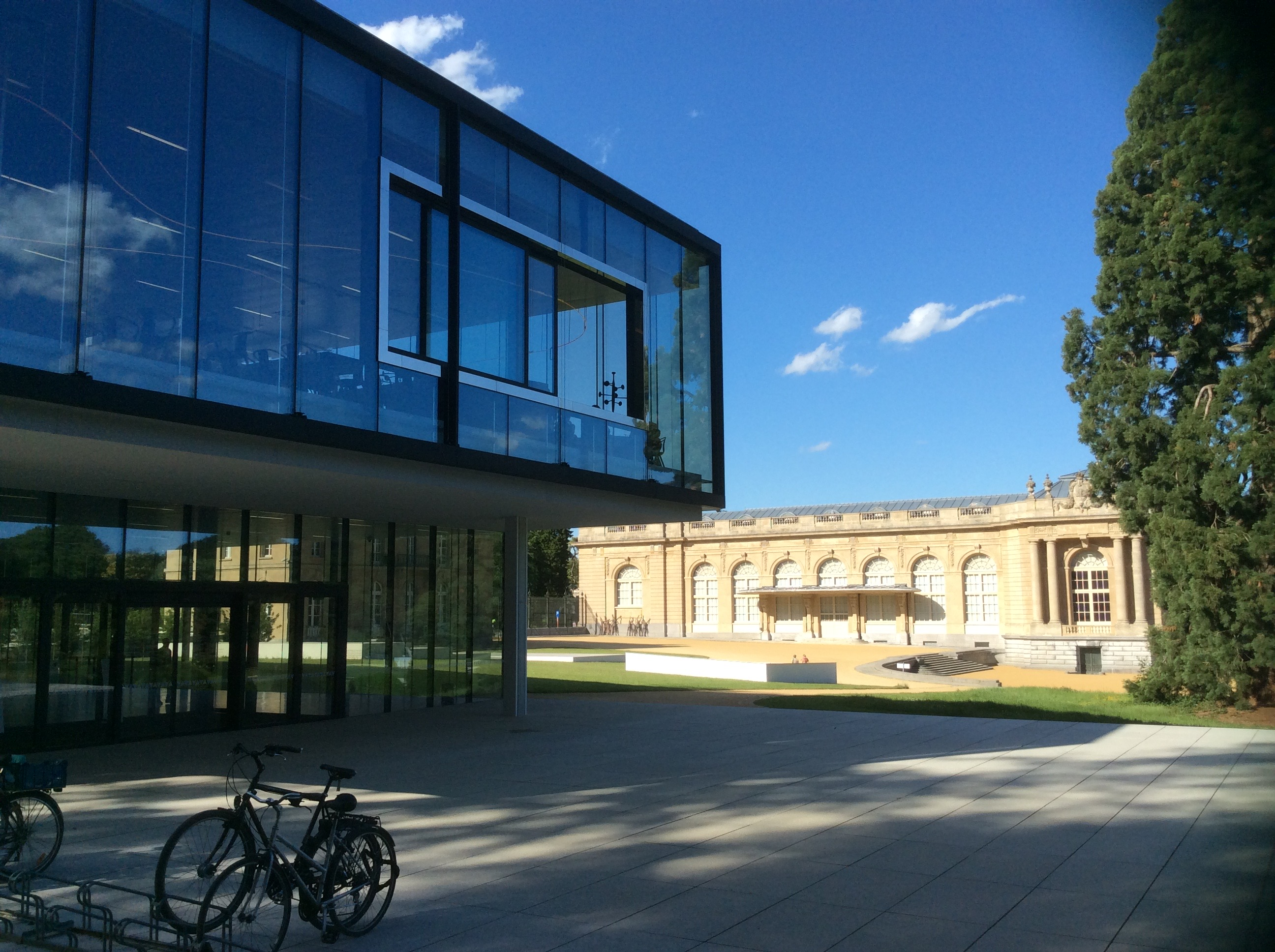
Nieuw entreepaviljoen (2018)
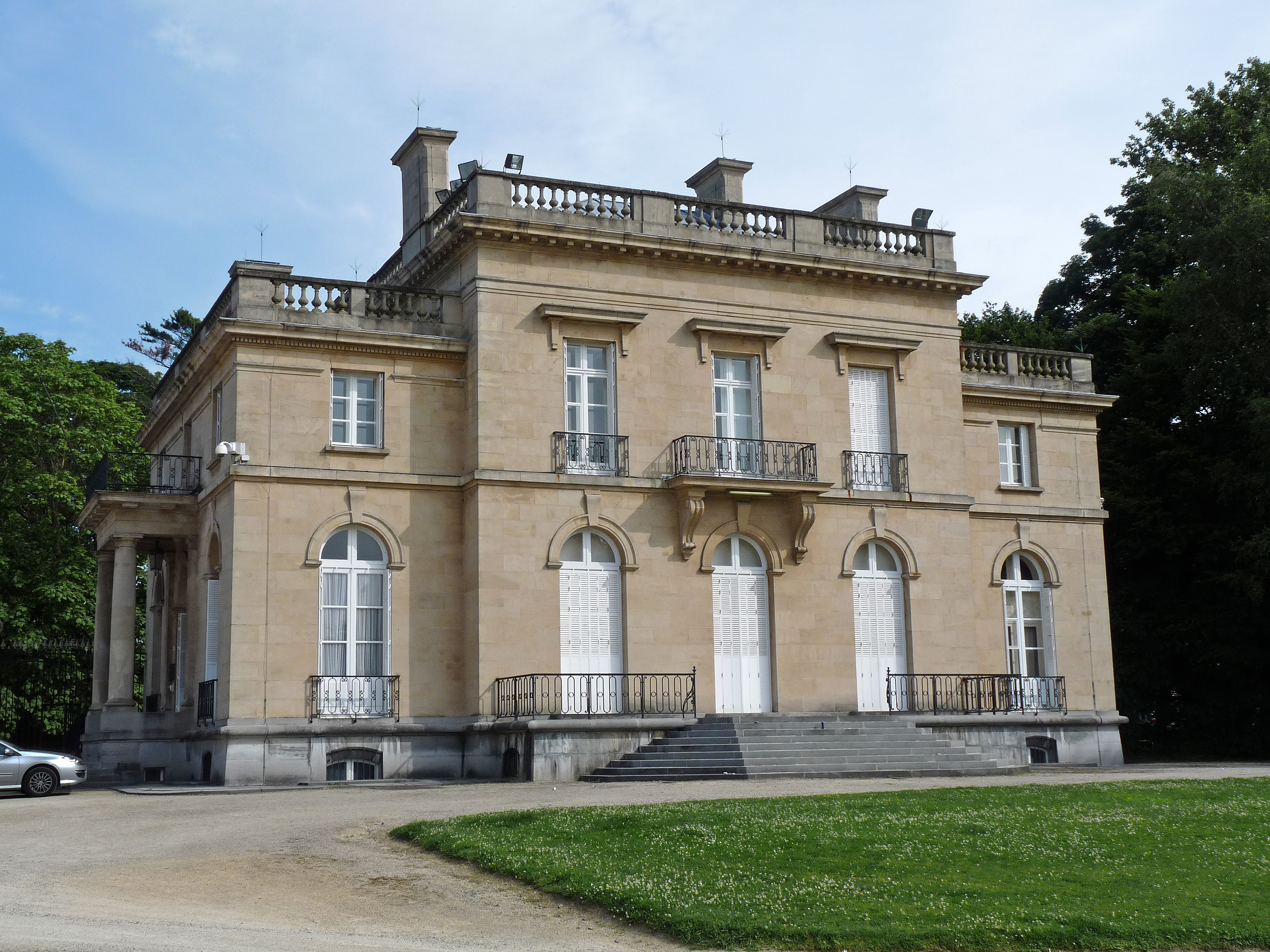
Stanleypaviljoen
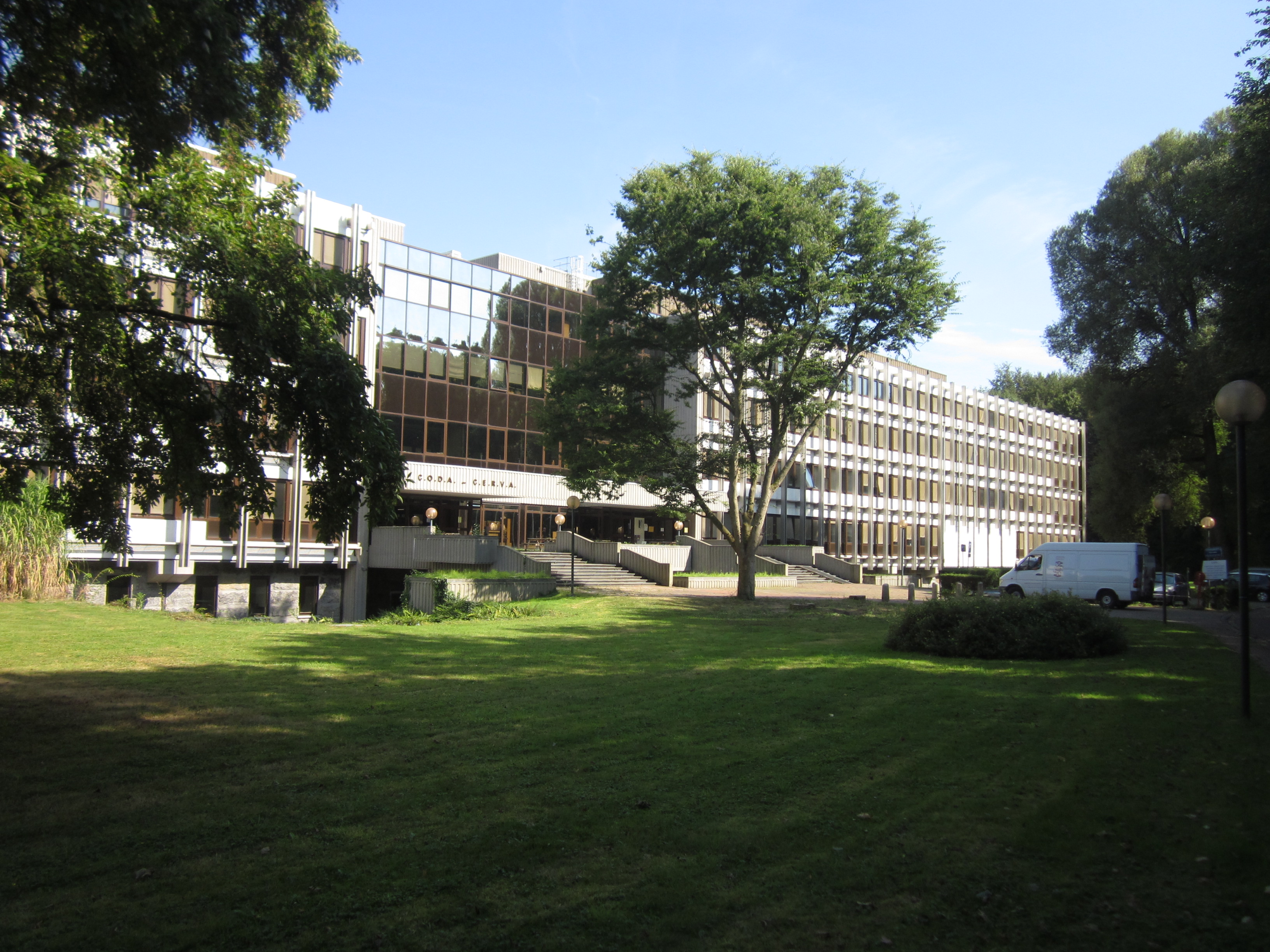
Centre d'Accueil du Personnel Africain (CAPA) (1957)

### Collecties
De in het hoofdgebouw tentoongestelde voorwerpen en dieren vormen minder dan 5% van de totale museumverzameling. Enkele cijfers illustreren de rijkdom van de collectie.
Het departement Afrikaanse Zoölogie telt meer dan 10.000.000 specimens, waaronder 6.000.000 insecten en 1.000.000 vissen. Voorts heeft het museum meer dan 80.000 houtstalen in het xylarium, 200.000 stalen van gesteenten en 17.000 mineralen.
De etnografieverzameling kan bogen op 120.000 etnografische objecten (waarvan 1.600 in de tentoonstellingszalen). De afdeling etnomusicologie beheert 8.000 muziekinstrumenten verzameld in subsaharisch Afrika en inzonderheid in Centraal-Afrika (Congo, Rwanda en Burundi) en 2.500 uren opnamen van traditionele muziek uit subsaharisch Afrika (inzonderheid Centraal-Afrika) waarvan de oudste teruggaan tot 1910 (wassen Edison-rollen).
Het xylarium bevat meer dan 56.000 houtstalen.
Meer dan 500.000 films en foto's worden bewaard in de filmotheek en fototheken. Het departement Geschiedenis beheert tot slot duizenden historische objecten en drie kilometer archiefdocumenten. Een deel van de collecties is digitaal toegankelijk via het libis-netwerk.

### Kennisverspreiding
Verschillende wetenschappelijke databanken zijn voor het publiek toegankelijk. Zo beheert Metafro InfoSys een enorme metadatabank die een catalogus van gegevensbronnen over Centraal-Afrika bevat.
Bovendien beschikt het KMMA over publieksgerichte diensten die een link zijn tussen het grote publiek en de collecties en het wetenschappelijke werk van het KMMA. De laatste jaren plaatste het Museum zich herhaaldelijk in de kijker met een aantal opmerkelijke tentoonstellingen. Het nieuwe beleid inzake tijdelijke tentoonstellingen richt zich op de valorisatie van de eigen museumcollectie en het hieraan verbonden wetenschappelijk onderzoek en op het ontvangen van externe tentoonstellingen.

De dienst educatie en cultuur organiseert activiteiten voor kinderen, jongeren en volwassenen die een verhelderende interdisciplinaire kijk op Afrika bieden.

### Koloniaal karakter

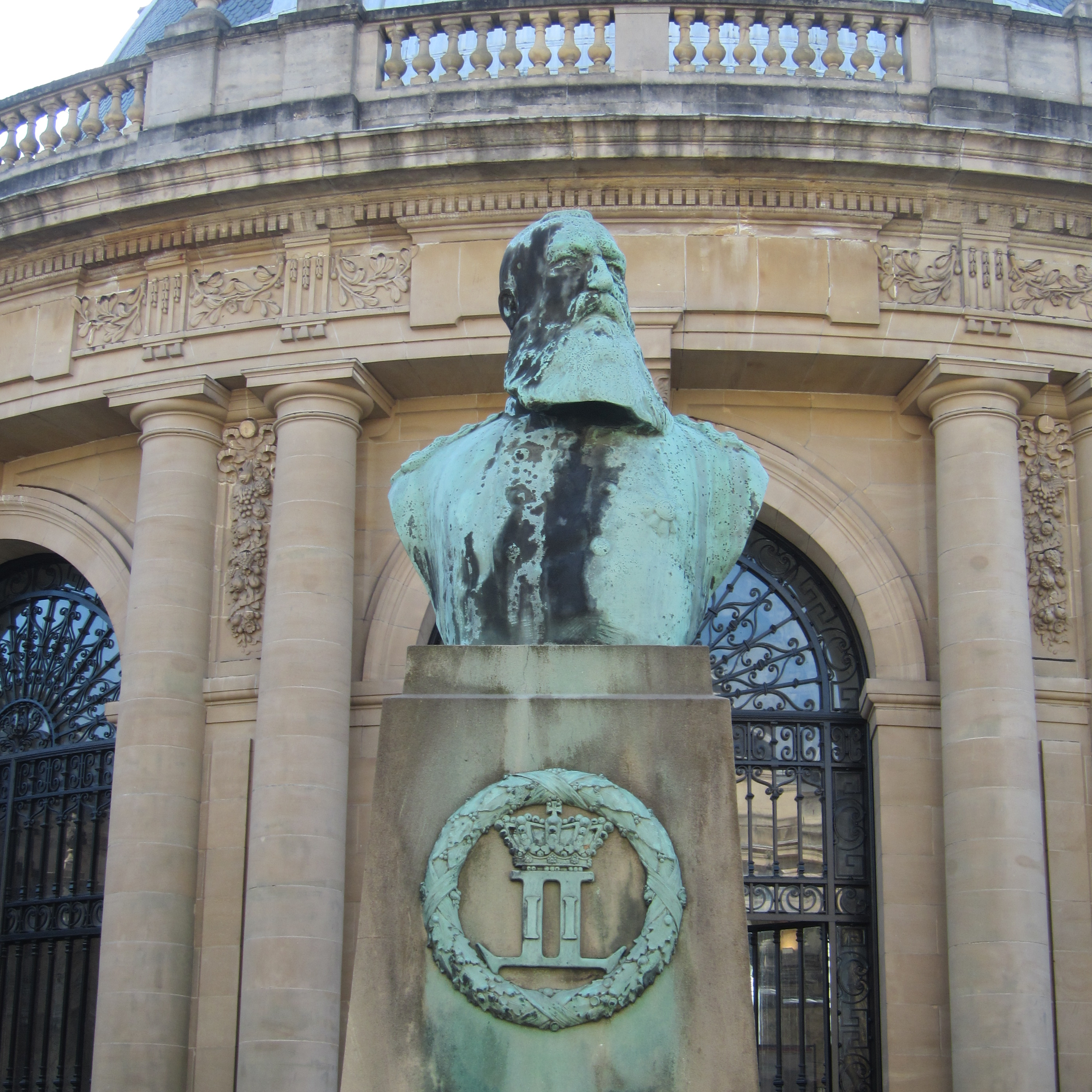
Buste Koning Leopold II in de binnentuin van het museum

## Fotogalerij

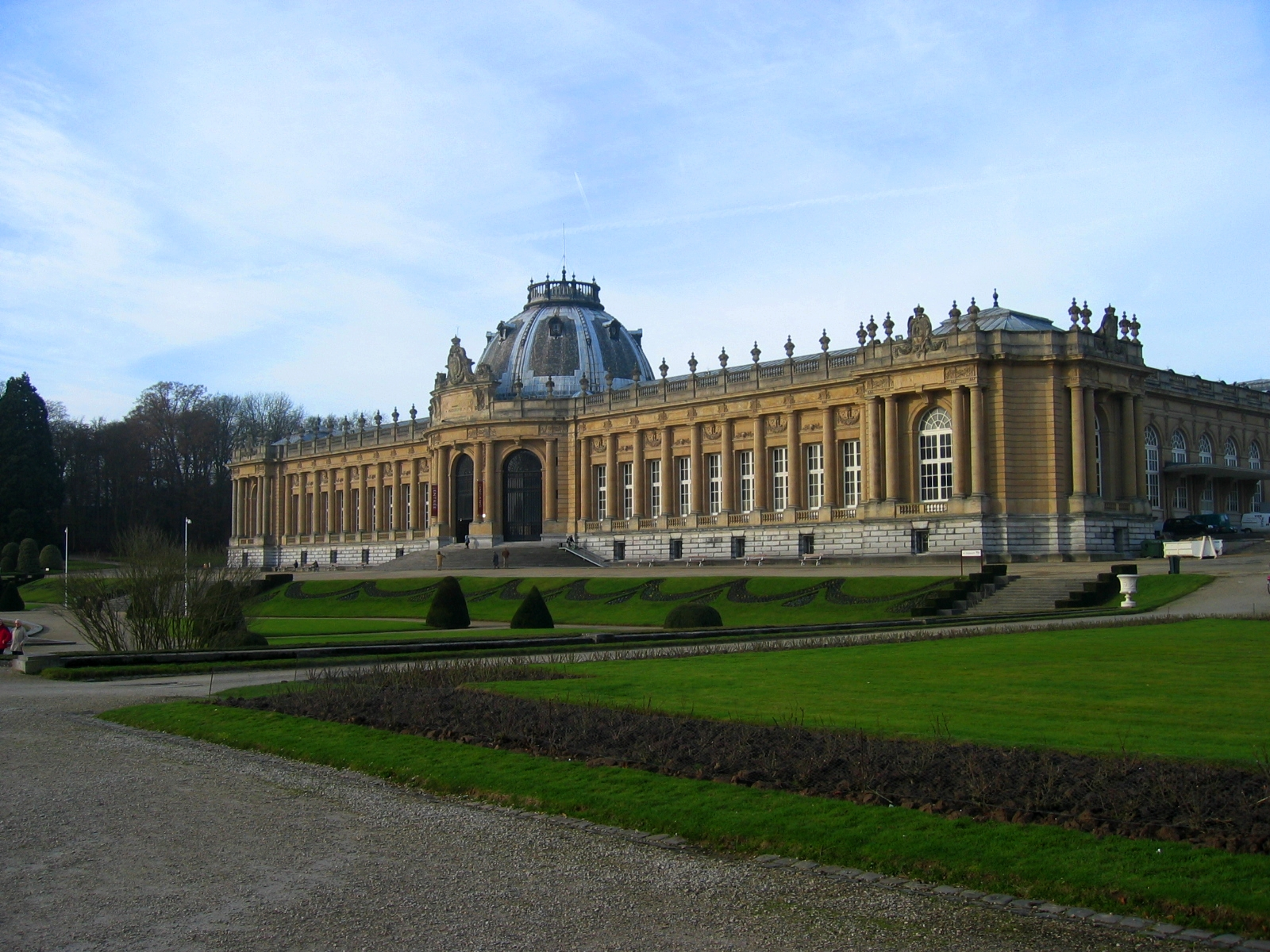
Voorkant museum, met Franse tuin
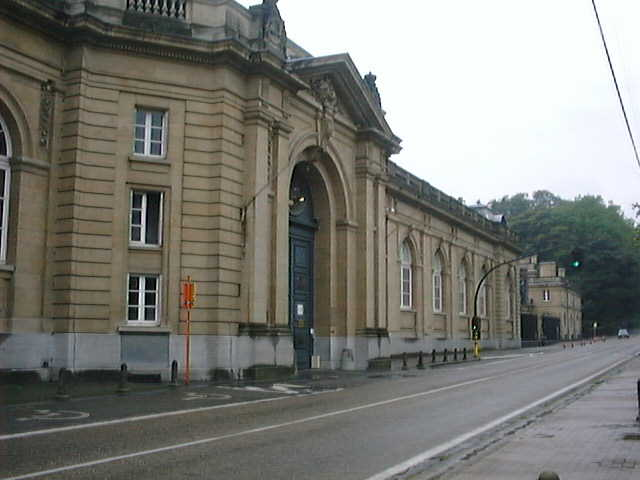
Achterkant museum
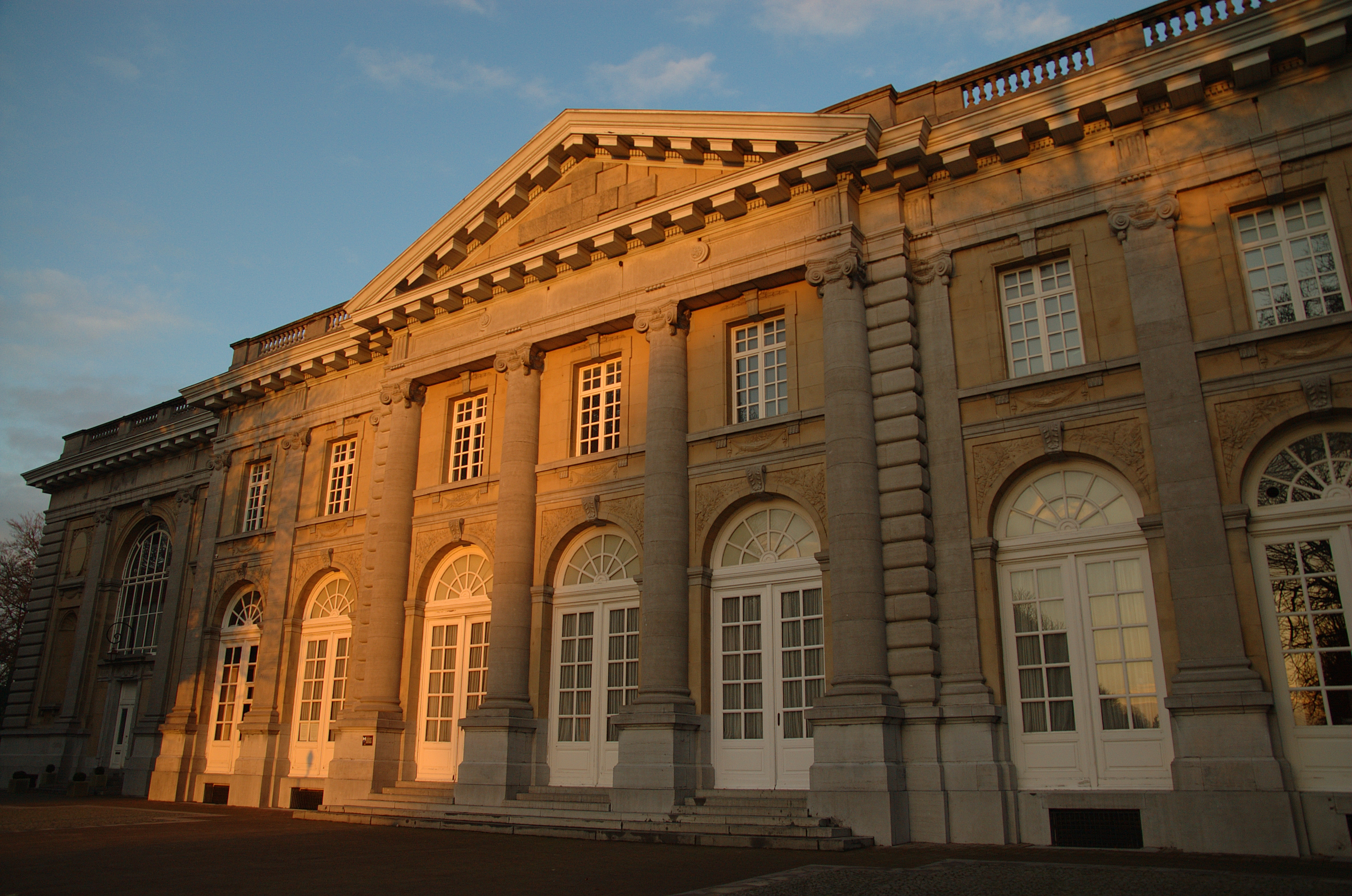
Voorkant Paleis der Koloniën. Gebouwd voor 1897 door architect Albert-Philippe Aldophe.
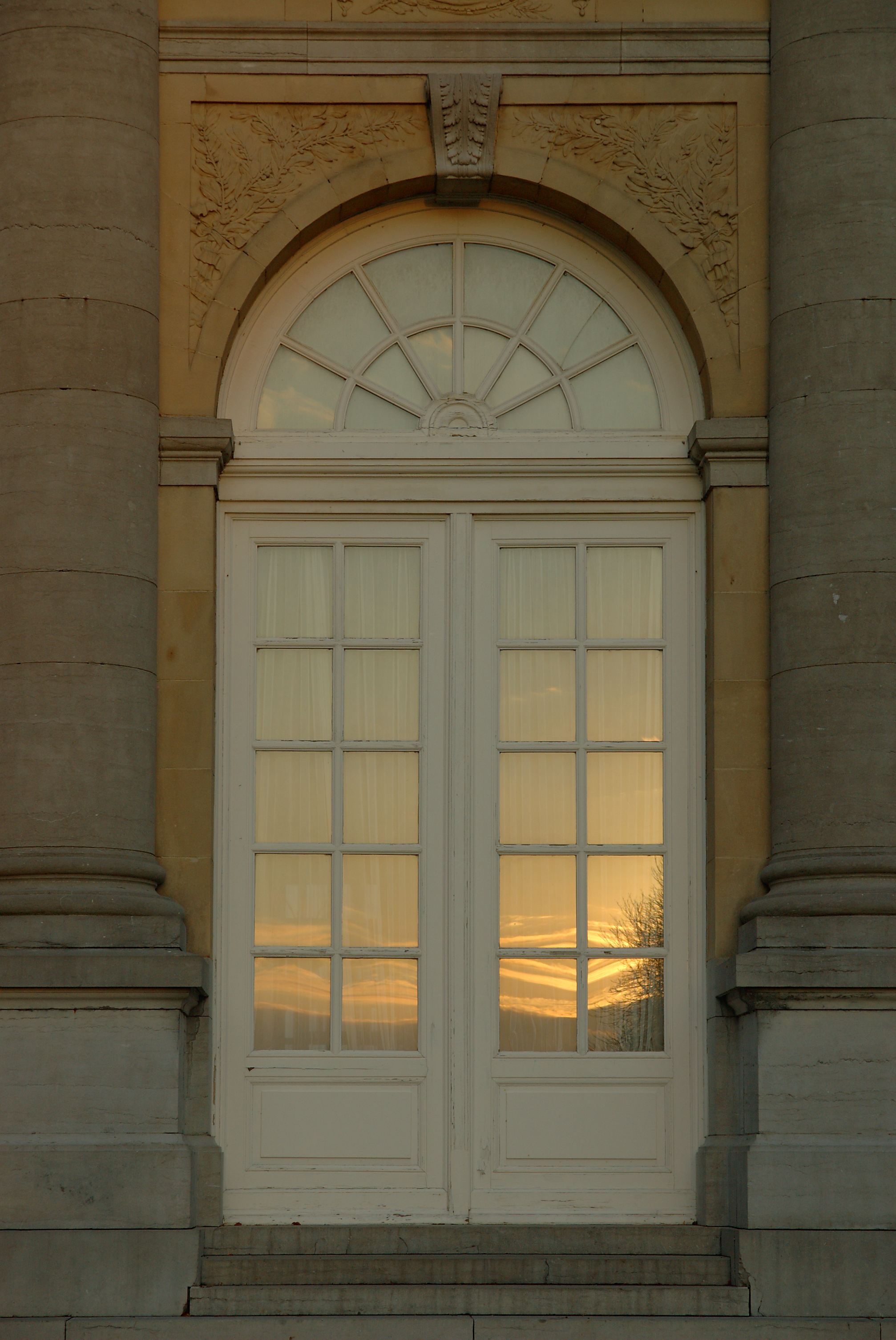
Deur. Voorkant Paleis der Koloniën.
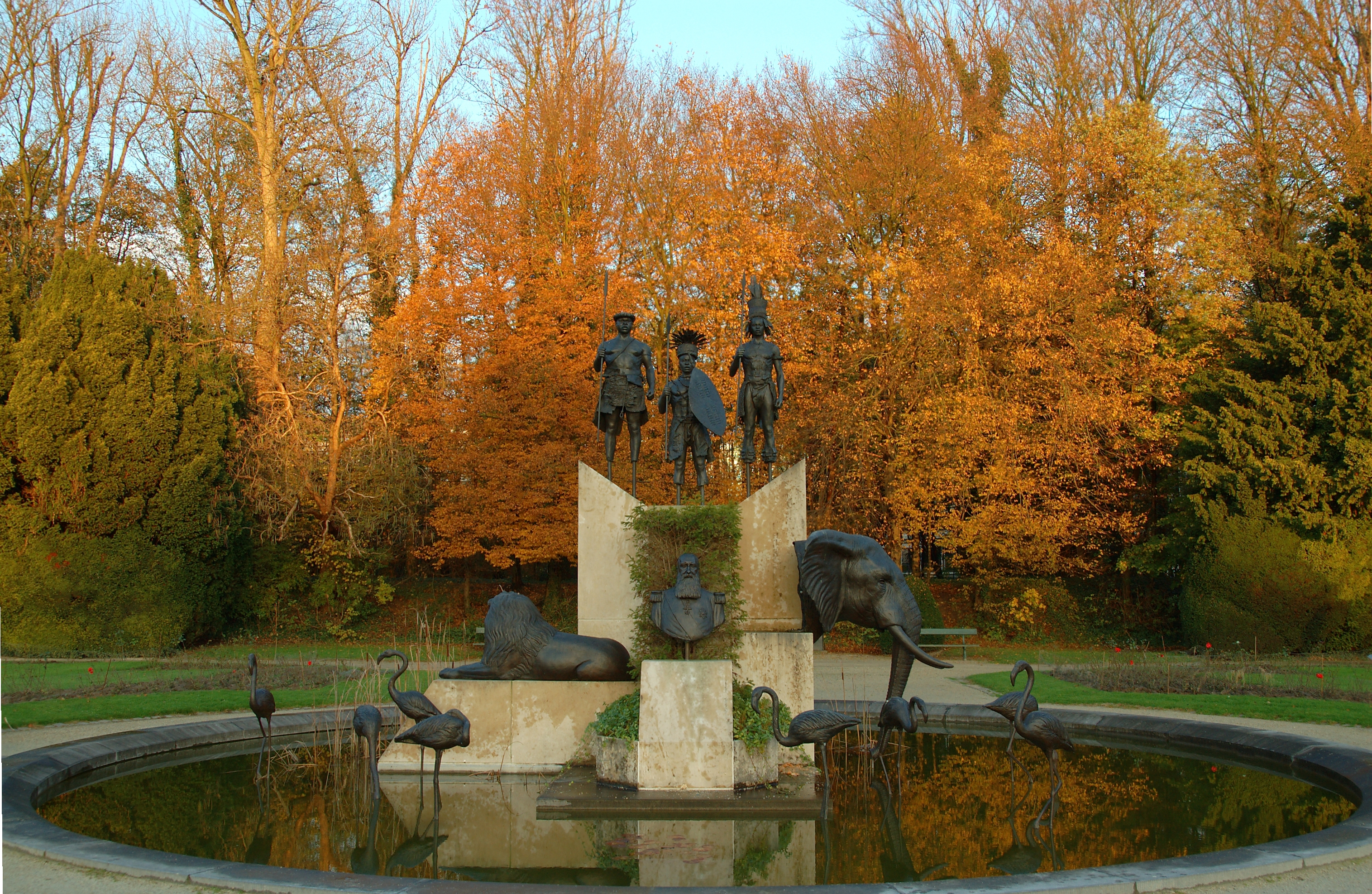
Beeldengroep door Tom Frantzen: The Congo, I Presume?
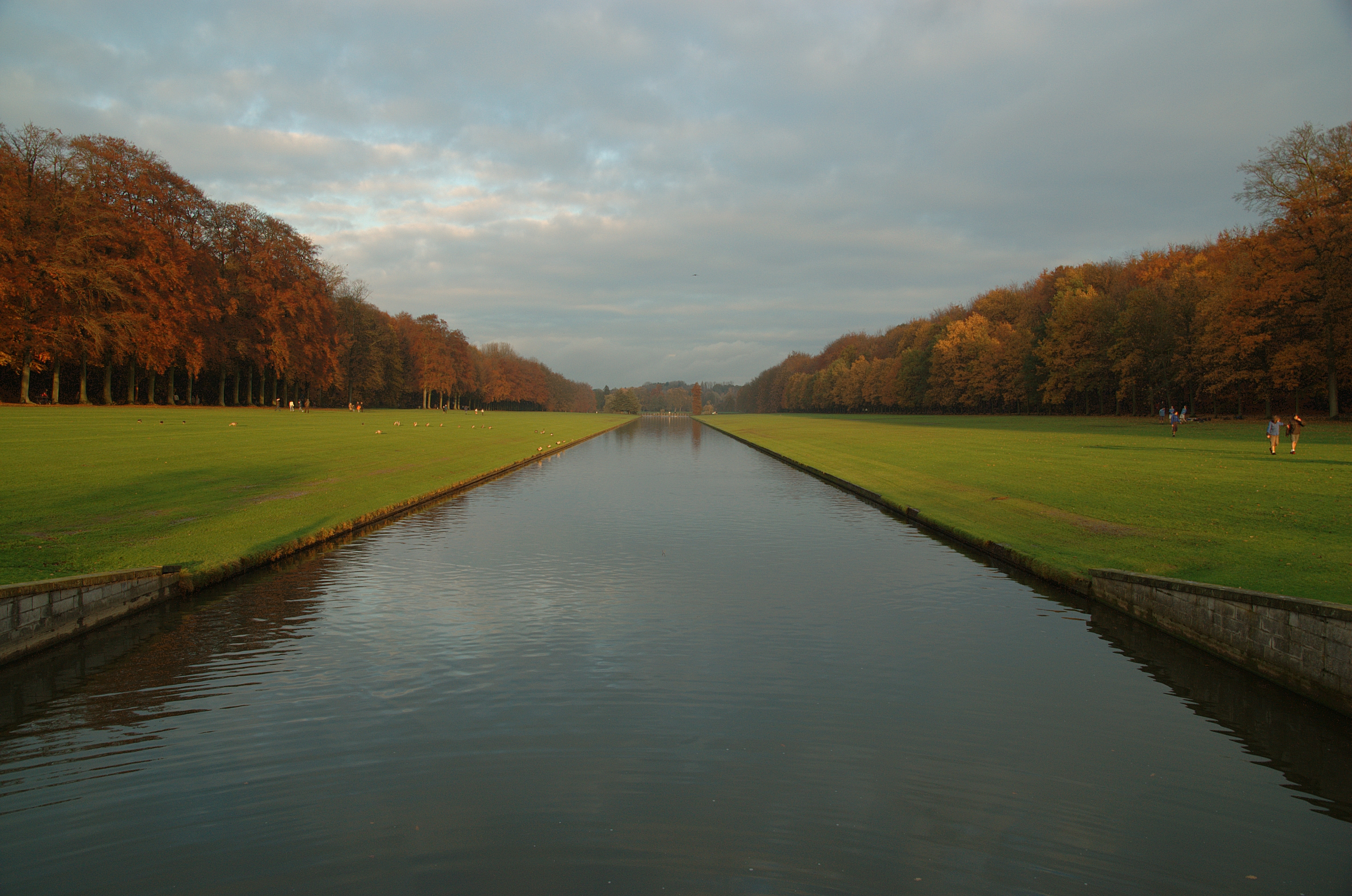
Vijver in het park.
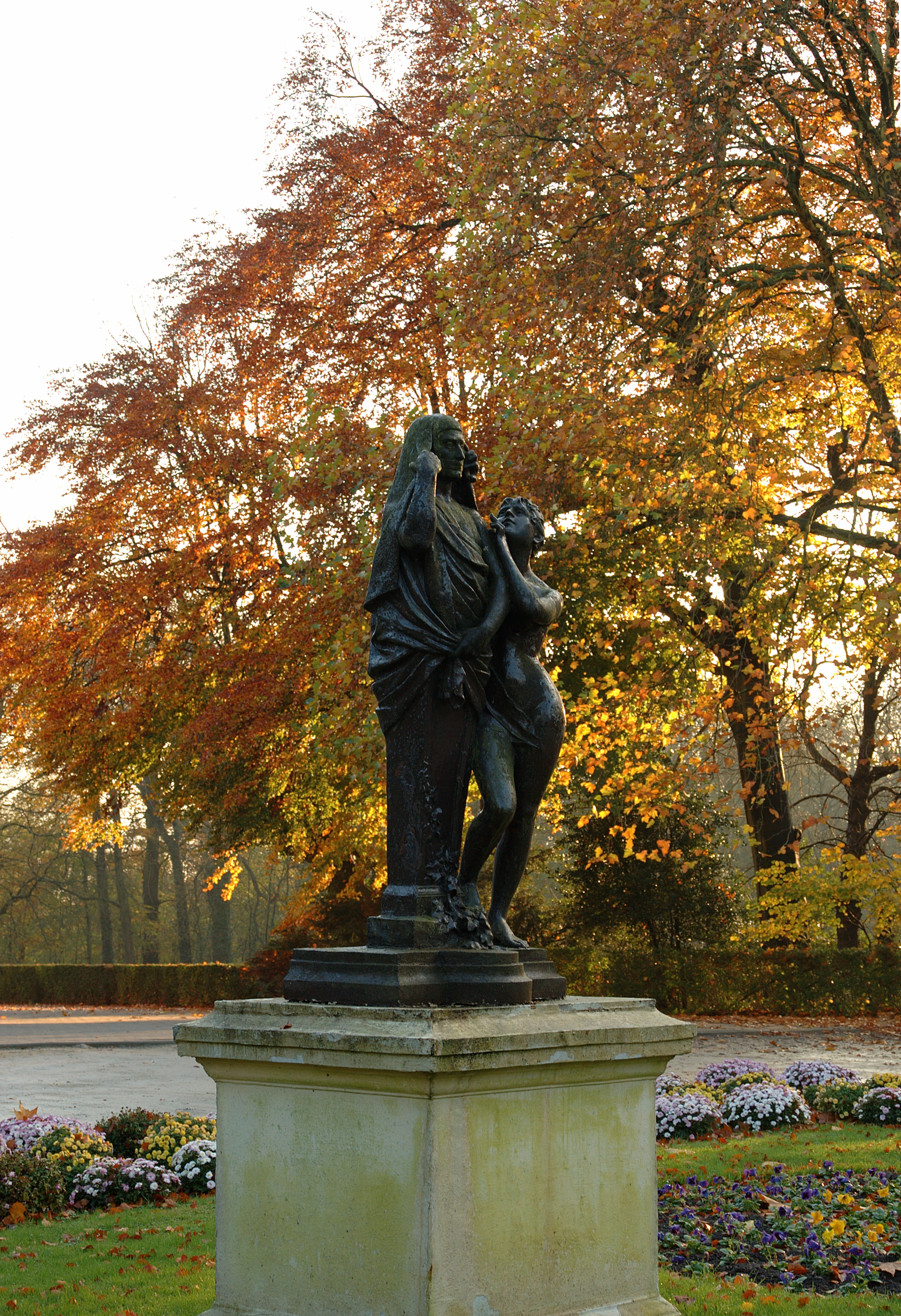
Le secret surpris door Bernard Adrien Steüer
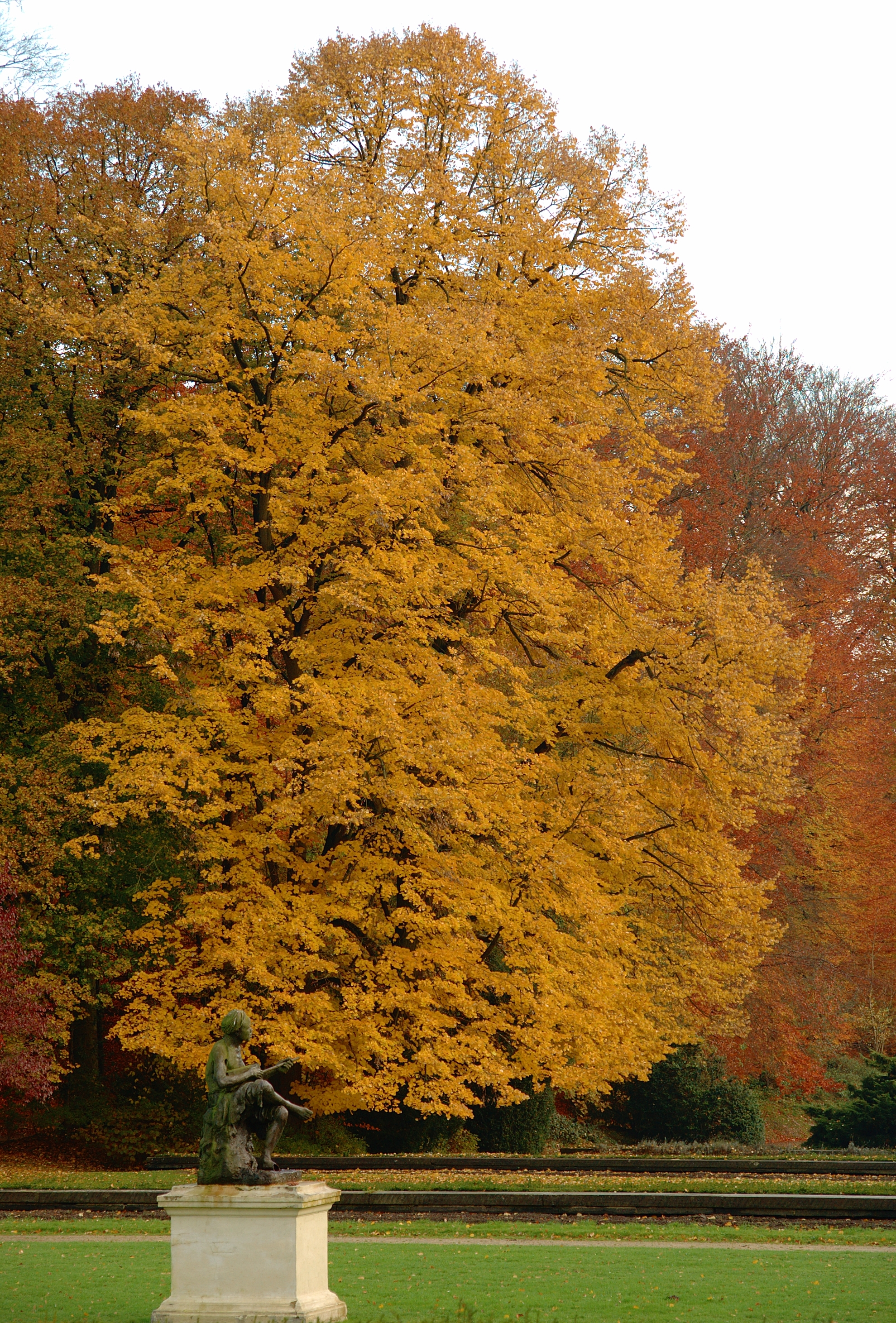
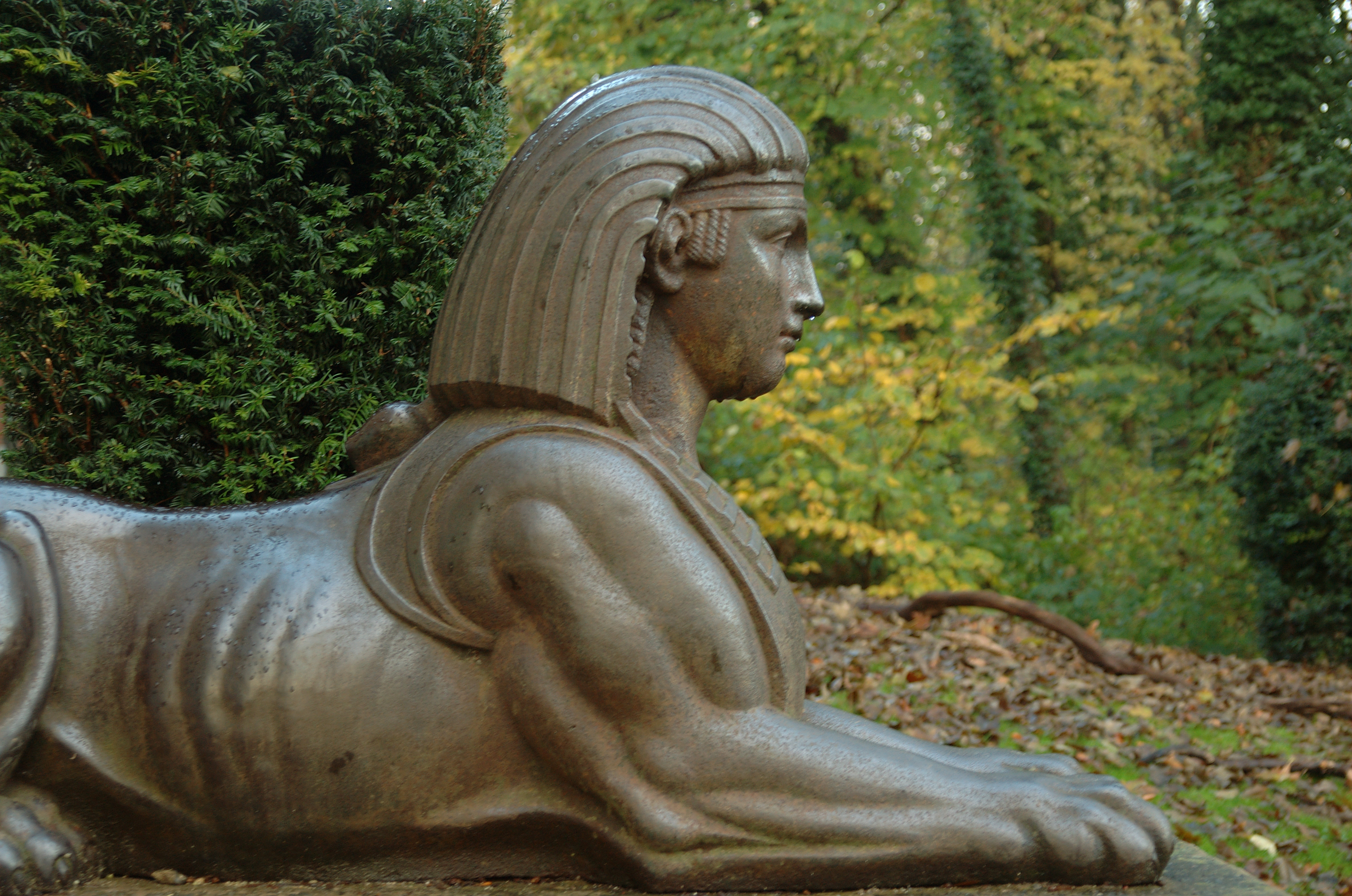
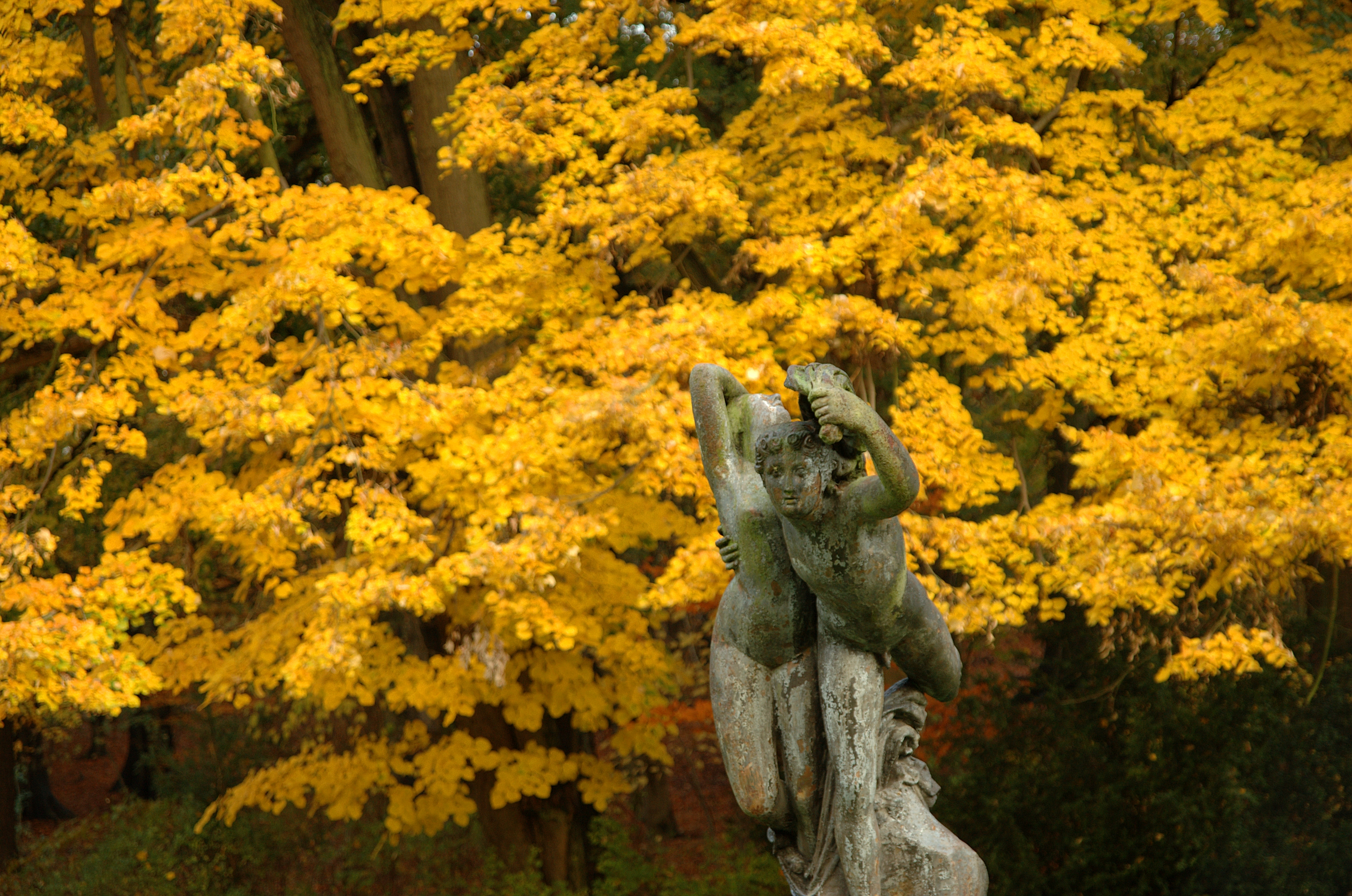
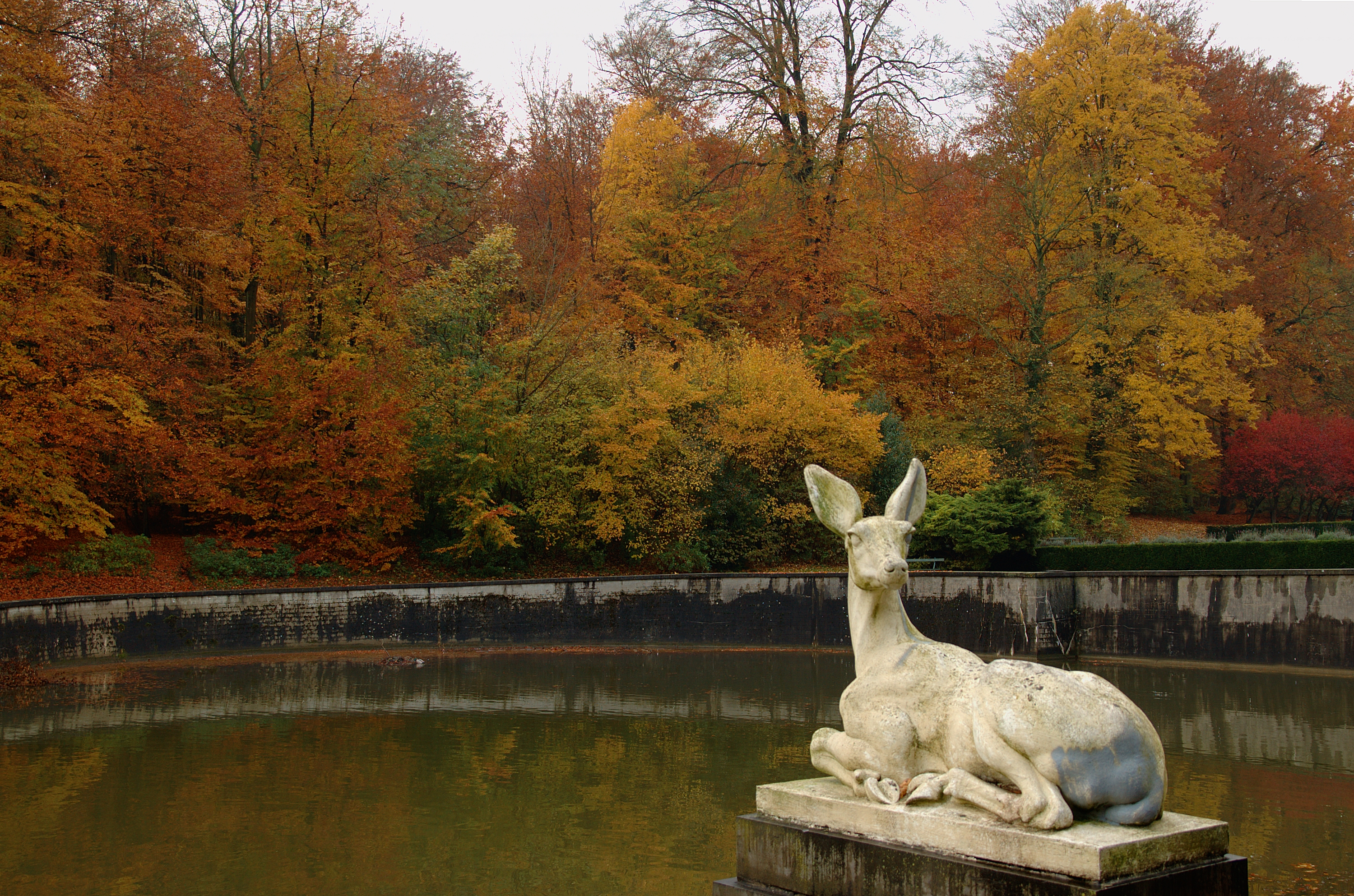
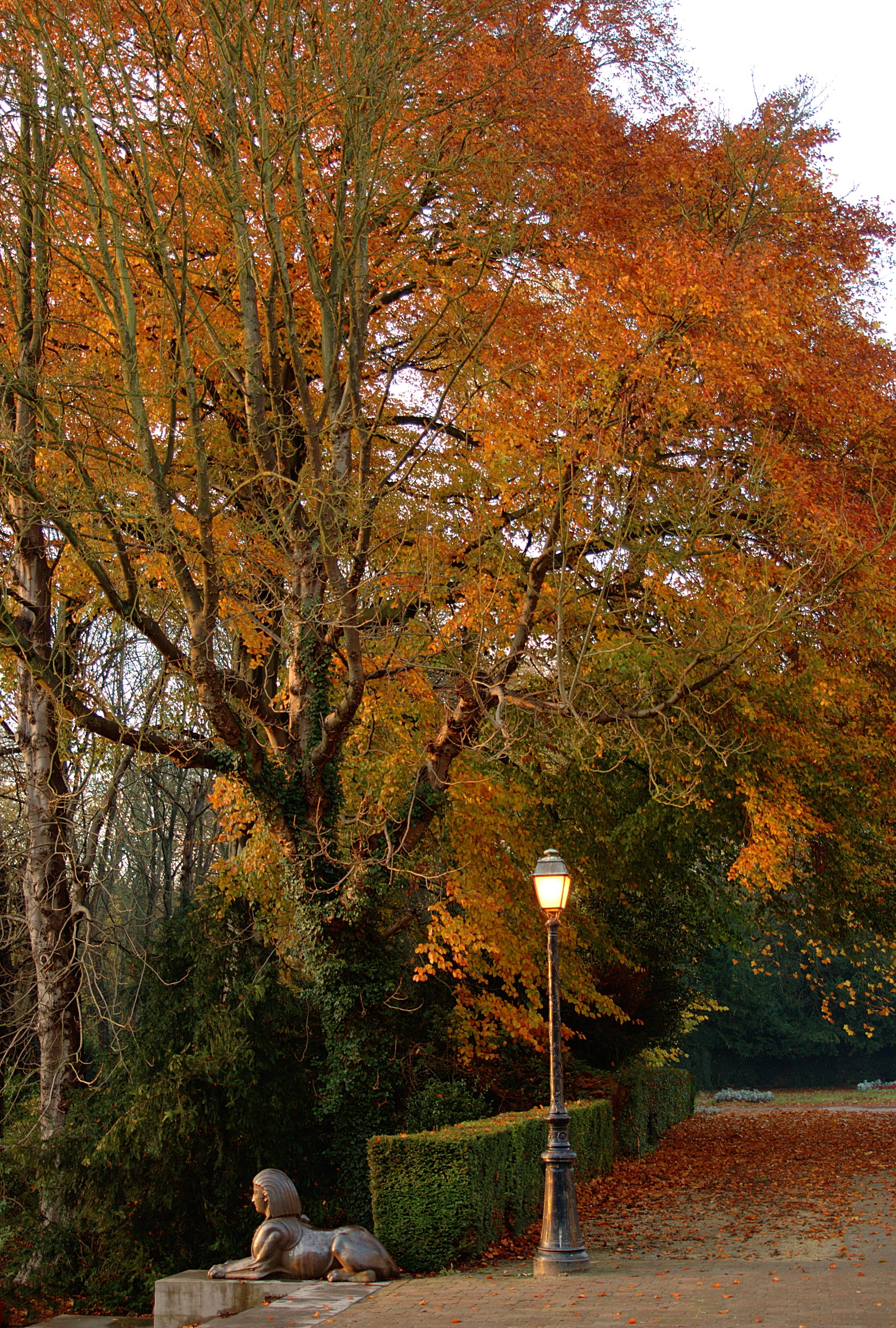
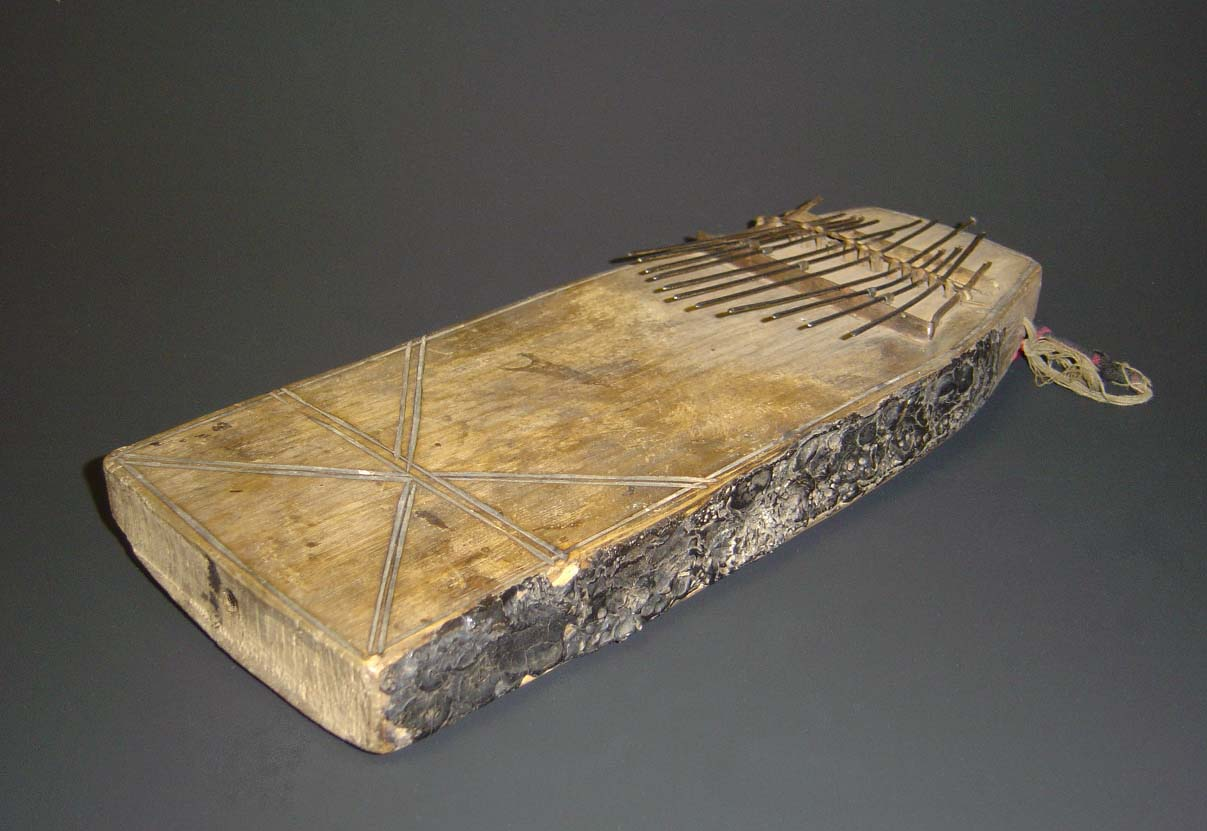
Duimpiano
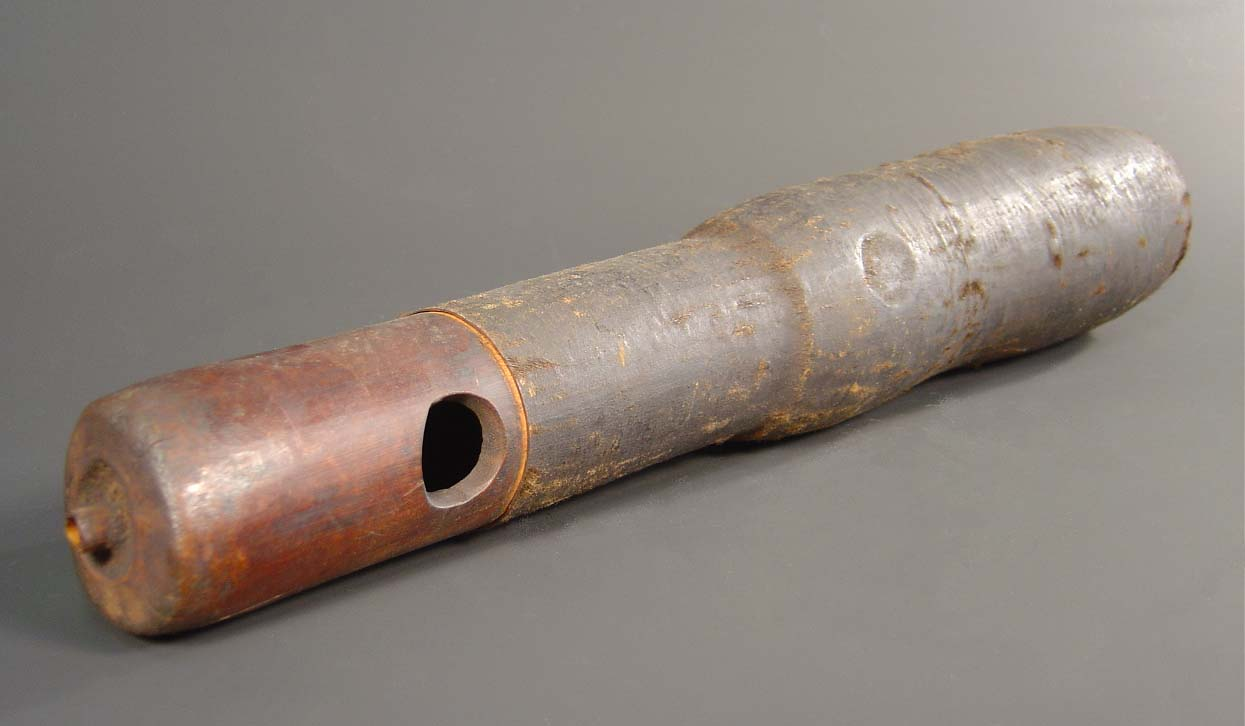
Amakondera
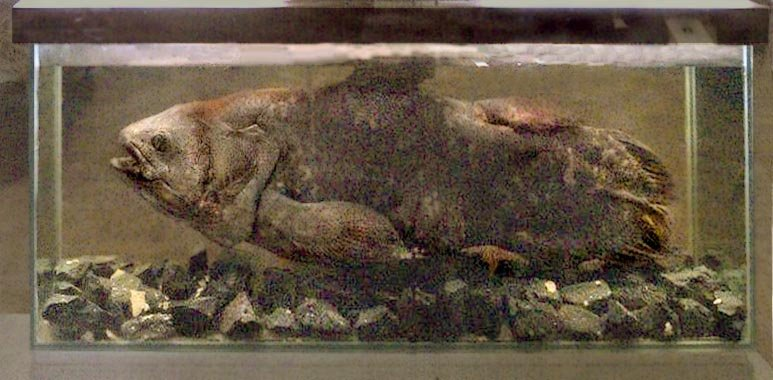
Een coelacant
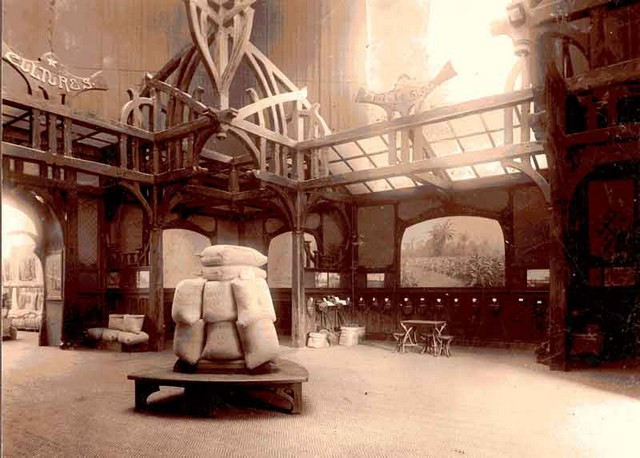
Houten structuur van 1897 in het Paleis der Koloniën
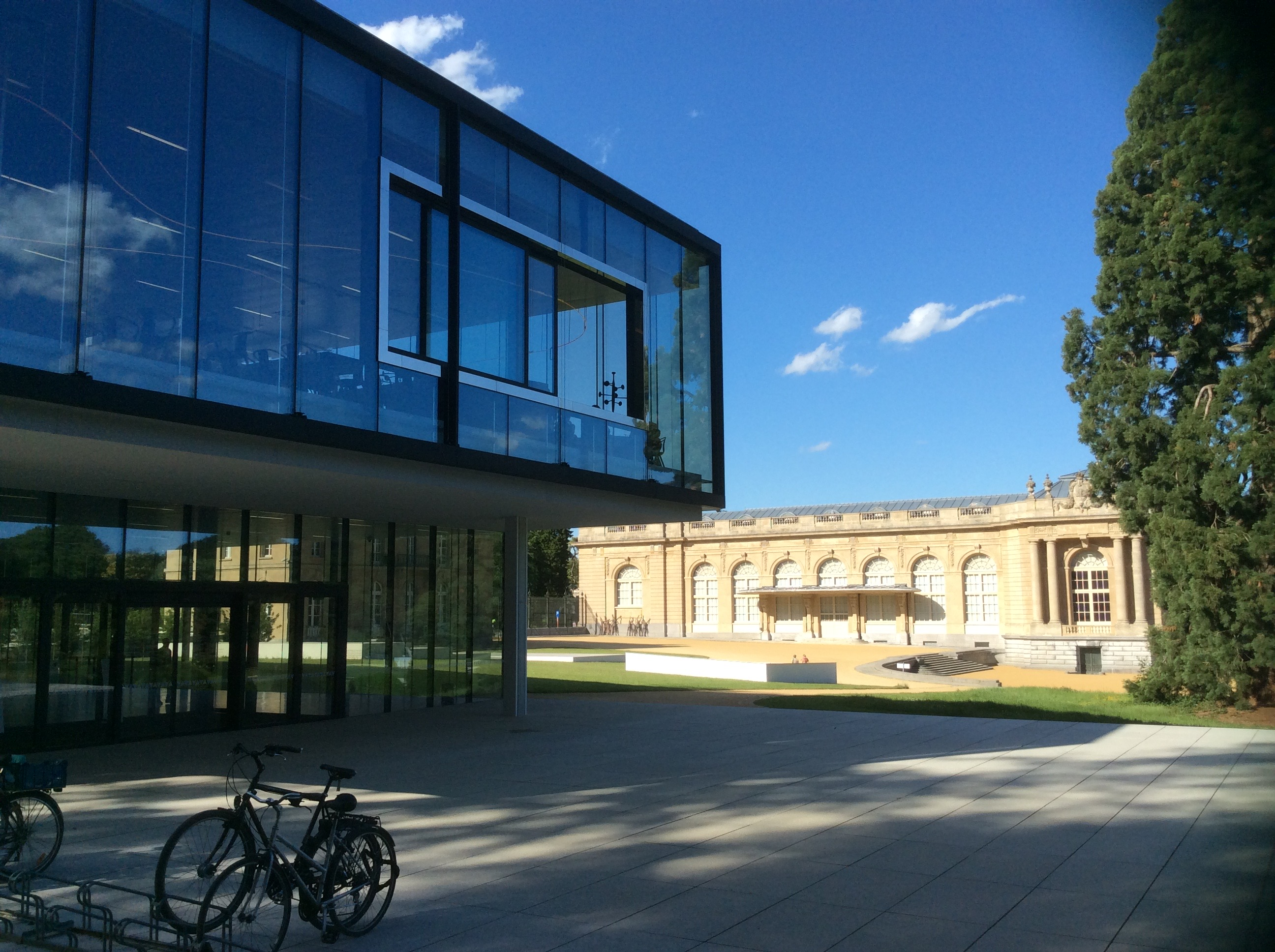
onthaalpaviljoen met het museum op de achtergrond
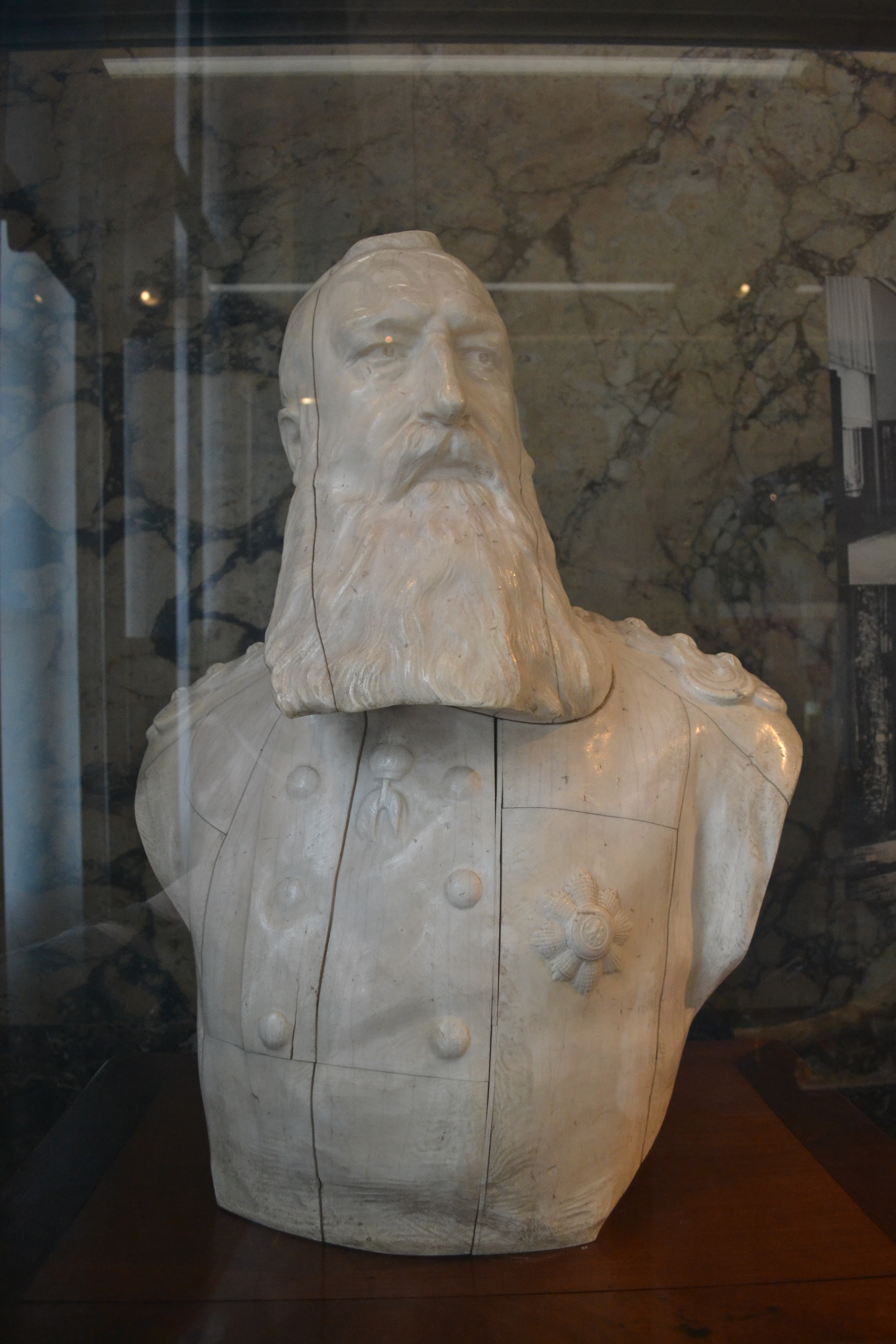
Buste van Leopold II
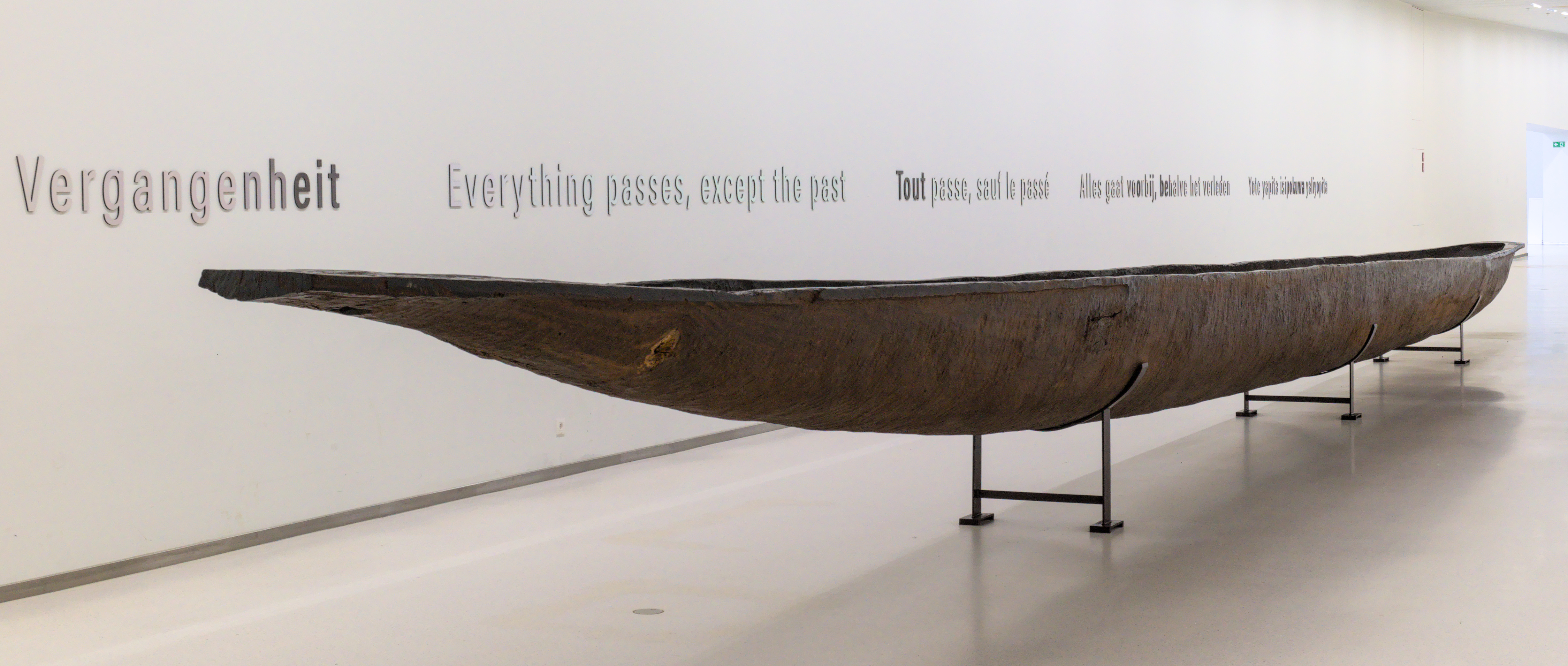
Prauw van Leopold III
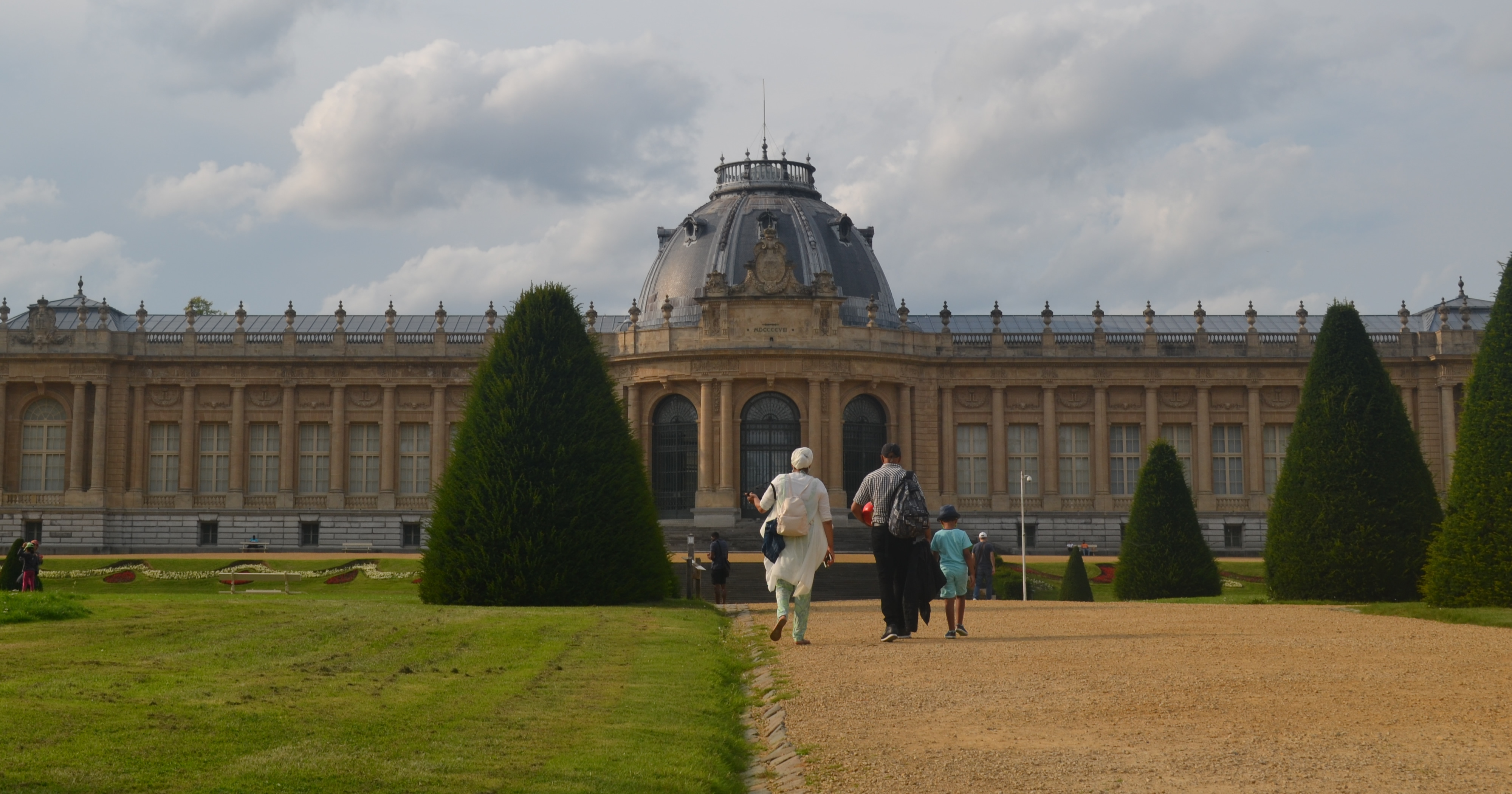
Hoofdgebouw van het AfricaMuseum in Tervuren (België) ontworpen door Charles Girault.